# Memphis (Égypte)
Vous lisez un « bon article » labellisé en 2009.
Pour les articles homonymes, voir Memphis.
Memphis (en arabe منف) était la capitale du premier nome de Basse-Égypte, le nome de la Muraille blanche. Ses vestiges se situent près des villes de Mit-Rahineh et d'Helwan, au sud du Caire.
La légende, rapportée par Manéthon, raconte que Memphis fut fondée par le roi Ménès vers -3000. Capitale de l’Égypte durant tout l’Ancien Empire, elle est restée une cité importante tout au long de l'histoire égyptienne, placée sous la protection du dieu Ptah, le patron des artisans dont le temple était l’Hout-ka-Ptah (le « château du ka de Ptah »). C'est de ce terme, qualifiant la maison du dieu, que serait dérivé en grec le mot Αἴγυπτος / aíguptos, prototype du nom du pays en latin, Ægyptus.
La ville occupe une place stratégique à l’entrée du delta du Nil et de ce fait regorge d’ateliers et de manufactures, notamment d’armes qui étaient conservées dans de grands arsenaux non loin du port principal de la ville, le Perou Nefer, dont les textes du Nouvel Empire vantent l’activité fébrile.
Son histoire est étroitement liée à celle du pays et sa ruine est due, d’abord, à la perte de son rôle économique à la fin de l’Antiquité et la montée d’Alexandrie, puis à l’abandon de ses cultes à la suite de l’édit de Thessalonique.

## Toponymie
| O36 | O36 | O36 | T3 | O49 |

| O36 | O36 | O36 | T3 | O49 |

| O36 | O36 | O36 | T3 | O49 |

| O36 | O36 | O36 | T3 | O49 |

| O36 | T3 | O49 |

| O36 | T3 | O49 |

| O36 | T3 | O49 |

| O36 | T3 | O49 |

| R11 | Q1 | Q1 | Q1 | O24 | O49 |

| R11 | Q1 | Q1 | Q1 | O24 | O49 |

| R11 | Q1 | Q1 | Q1 | O24 | O49 |

| R11 | Q1 | Q1 | Q1 | O24 | O49 |

| R11 | R11 | Q1 | Q1 | Q1 |

| R11 | R11 | Q1 | Q1 | Q1 |

| R11 | R11 | Q1 | Q1 | Q1 |

| R11 | R11 | Q1 | Q1 | Q1 |

| Y5 · N35 | F35 | O24 | O49 |

| Y5 · N35 | F35 | O24 | O49 |

| Y5 · N35 | F35 | O24 | O49 |

| Y5 · N35 | F35 | O24 | O49 |

| S34 | N16 · N16 | O49 |

| S34 | N16 · N16 | O49 |

| S34 | N35 · Aa1 | N16 · N16 | N25 |

| S34 | N35 · Aa1 | N16 · N16 | N25 |

| S34 | N16 · N16 | O49 |

| S34 | N16 · N16 | O49 |

| S34 | N35 · Aa1 | N16 · N16 | N25 |

| S34 | N35 · Aa1 | N16 · N16 | N25 |

| U38 | N16 · N16 | O49 |

| U38 | N16 · N16 | O49 |

| U38 | N16 · N16 | O49 |

| U38 | N16 · N16 | O49 |

| Q3 · X1 | V28 | O6 | X1 · O1 | D28 | O49 |

| Q3 · X1 | V28 | O6 | X1 · O1 | D28 | O49 |

| Q3 · X1 | V28 | O6 | D28 | O49 |

| Q3 · X1 | V28 | O6 | D28 | O49 |

| O6 | D28 | Q3 · X1 | V28 | A40 |

| O6 | D28 | Q3 · X1 | V28 | A40 |

| Q3 · X1 | V28 | O6 | X1 · O1 | D28 | O49 |

| Q3 · X1 | V28 | O6 | X1 · O1 | D28 | O49 |

| Q3 · X1 | V28 | O6 | D28 | O49 |

| Q3 · X1 | V28 | O6 | D28 | O49 |

| O6 | D28 | Q3 · X1 | V28 | A40 |

| O6 | D28 | Q3 · X1 | V28 | A40 |

| Q3 · X1 | V28 | O6 | X1 · O1 | D28 · D28 · D28 |

| Q3 · X1 | V28 | O6 | X1 · O1 | D28 · D28 · D28 |

| Q3 · X1 | V28 | O6 | X1 · O1 | D28 · D28 · D28 |

| Q3 · X1 | V28 | O6 | X1 · O1 | D28 · D28 · D28 |

Memphis a eu plusieurs noms au cours de son histoire de près de quatre millénaires. Initialement un premier établissement ceint d'une muraille lui donne le nom d'Inebou Hedjou, c'est-à-dire « Murs blancs », et, plus tardivement, Ineb Hedj, c'est-à-dire « Mur blanc ».
Par la suite et en raison de son étendue, la cité est aussi nommée sous divers noms qui sont en réalité les dénominations de ses quartiers ou de ses districts ayant eu à un moment donné une importance certaine.
Ainsi, selon un texte de la Première Période intermédiaire, elle portait le nom de Djed-Sout, c'est-à-dire « Stable de places », qui est le nom de la pyramide de Téti. Ce texte précise que la ville comportait encore dix-mille habitants libres d'impôts, ce qui est considérable pour cette époque trouble de l'histoire du pays qui fait suite à la chute de la royauté de l'Ancien Empire.
Le nom d'Ânkh Taouy, c'est-à-dire « Vie des Deux Terres », apparaît à dater du Moyen Empire. Ce nom est fréquemment retrouvé dans les textes égyptiens antiques et désigne le quartier occidental de la cité qui s'étend entre le grand temple de Ptah et le désert de Saqqarah, dans lequel se trouvait un verger contenant un arbre sacré.
Attesté pour la première fois à la fin du Moyen Empire et plus généralement utilisé à partir du Nouvel Empire, le nom de Men-néfer, c'est-à-dire « Durable et parfait », vient du nom de la pyramide de Pépi Ier (VIe dynastie) Men-néfer Pépi (également nommée Men-néfer Méryrê). Ce nom est à l'origine du nom grec de la ville « Memphis ».
Le quartier du temple de Ptah était également très important, le nom du temple a donc servi à nommer tout le quartier de la ville où il se trouvait. Hout-ka-Ptah, c'est-à-dire « Château du ka de Ptah ».
Enfin, en raison de son emplacement stratégique essentiel entre la Haute et la Basse-Égypte, la ville porte également le nom de Mekhat Taouy, c'est-à-dire « Balance des Deux Terres ».
Du fait de l'importance des dieux Ptah et Taténen, la ville a parfois été nommé Nout-Ptah et Nout-Taténen, signifiant respectivement « Ville de Ptah » et « Ville de Taténen ».

### Noph
Noph ou Moph est le nom hébreu de l'ancienne ville égyptienne de Memphis. Elle est mentionnée plusieurs fois dans la Bible hébraïque (Isaïe 19:13 ; Jérémie 2:16 ; 44:1 ; 46:14, 19 ; Ézéchiel. 30:13, 16).
Osée 9:6 utilise le nom Moph (par exemple dans la traduction littérale de Young) bien que de nombreuses traductions anglaises utilisent le nom Memphis dans ce verset.

## Carte de Memphis et de ses nécropoles

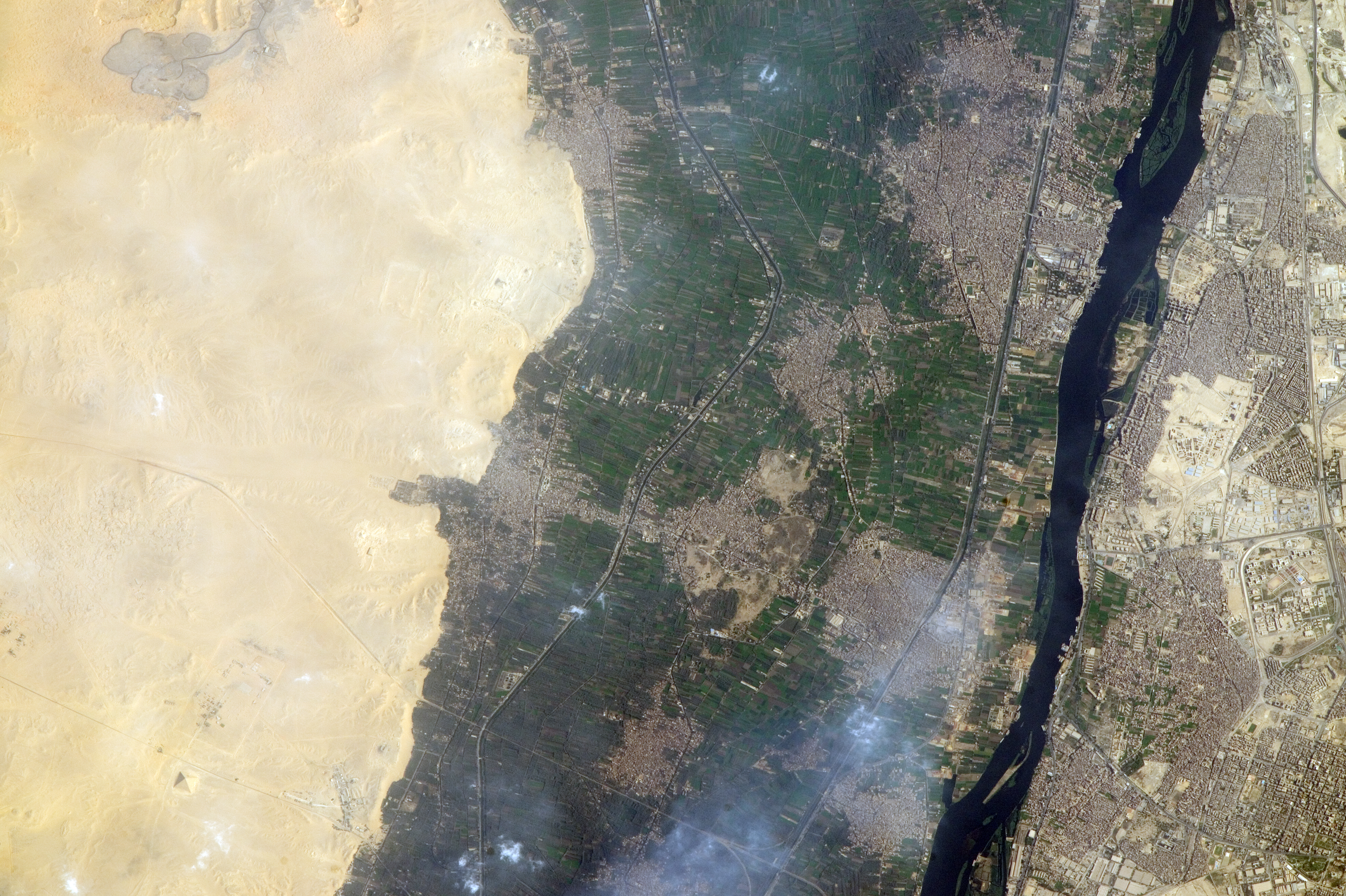
Memphis et une partie de ses nécropoles occidentales (Abousir au nord (en haut à gauche de l'image), Saqqarah au centre (à gauche de l'image) et le nord de Dahchour au sud (en bas à gauche de l'image)) vus par la Station spatiale internationale.

| Palais de Sahourê (?) Anubéion Sérapéum Djed Sout Téti Bubastéion Palais d'Apriès Enceinte nord Temple de Neith (?) Port Men Néfer Pépi Hout-ka-Ptah Ânkh Taouy Temple et palais de Mérenptah Temple d'Hathor Temple de Ptah de Ramsès II Palais de Snéfrou (?) |

## L'histoire et le rôle de la ville

Carte de l'Égypte antique montrant l'emplacement stratégique de Memphis entre la vallée et le delta du Nil.

L'histoire et le destin de la ville sont étroitement liés à la royauté, les couronnements et jubilés (Heb Sed, la fête-Sed) étaient célébrés dans le temple de Ptah. Les premières représentations de ce jubilé ont été retrouvées dans la tombe de Djéser à Saqqarah.

### Population
Les estimations de la population historique varient considérablement d'une source à l'autre. Selon Tertius Chandler (en), Memphis comptait quelque 30 000 habitants et était de loin la plus grande cité du monde depuis sa fondation jusqu'à environ 2250 AEC et de 1557 à 1400 AEC. K. A. Bard est plus prudent et estime que la population de la ville s'élevait à environ 6 000 habitants pendant l'Ancien Empire.

### Une fondation légendaire
La légende rapportée par Manéthon était que Ménès, le premier roi à unir les Deux Terres, établit sa capitale sur les rives du Nil en détournant le fleuve par des digues. L'historien grec Hérodote, qui rapporte une histoire similaire, raconte que lors de sa visite dans la ville, les Perses, à l'époque les suzerains du pays, ont accordé une attention particulière à l'état de ces barrages afin que la ville soit sauvée des inondations annuelles.
Il a été théorisé que Ménès était peut-être un roi mythique, similaire à l'histoire de Romulus et Rémus pour la ville de Rome. Les égyptologues ont identifié le légendaire Ménès avec le roi Narmer historique, qui est représenté sur la palette de Narmer comme ayant conquis le territoire du delta du Nil en Basse-Égypte, unifiant ainsi l'Égypte. Cette palette a été datée du XXXIe siècle av. J.-C. et serait donc en concordance avec l'histoire de l'unification de l'Égypte par Ménès. 
Cependant, en 2012, une inscription a été découverte dans le Sinaï : l'inscription montre le nom du roi prédynastique (et donc l'un des prédécesseurs de Narmer) Iry-Hor sur un bateau, à côté du mot « Ineb-hedj » signifiant « Murs blancs », le premier nom de Memphis. De plus, le serekh du roi Ka a également été trouvé dans des tombes à Helwan, cimetière de Memphis. Ainsi, si la ville de Memphis et sa fondation sont peut-être liées à l'unification de l'Égypte, cette même fondation est assurément antérieure à Narmer.

### Période thinite
Rien n'est connu de la Memphis de cette période. En effet, l'étendue et l'emplacement exact de la ville sont inconnus : des carottages dans la plaine alluviale entre Abousir et Saqqarah-Nord ont révélé une grande concentration de matériels datés de cette période, il est toutefois possible que ces éléments découverts ne proviennent que d'une petite installation au rôle mineur. En effet, le Nil était à l'origine situé dans la partie ouest du bassin fluvial, avant de se déplacer petit à petit vers l'est, ce qui expliquerait par ailleurs l'abandon de la nécropole de Helwan à partir de la IIIe dynastie. Pendant la période thinite, la zone habitable à l'ouest du Nil entre ce dernier et le désert devait donc être réduite. Malgré tout, l'étude de la nécropole memphite donne certains indices : en effet, elle abrite plusieurs cimetières datant de cette période, montrant que, dès les plus hautes époques, Memphis était déjà un centre important.
Ainsi, un grand cimetière de mastabas datant, pour les plus anciens, au moins de l'époque de Hor-Aha a été découvert à Saqqarah-Nord, et d'autres cimetières datant de la Ire dynastie ont été découverts à Zaouiet el-Aryan, Helwan mais aussi Abou Rawash, ce dernier site formant l'extrémité nord de la nécropole avec des tombes de l'élite datant des règnes de Aha et Den.
Pour la IIe dynastie, plusieurs mastabas datant de cette époque ont été découverts également à Saqqarah et à Zaouiet el-Aryan. De plus, les tombes des rois Hotepsekhemoui et Ninetjer ont été découvertes à Saqqarah, prouvant l'importance de la ville dès cette époque tandis qu'un culte funéraire des rois Sénedj et Péribsen se trouvait à Saqqarah.

### Capitale de l'Ancien Empire

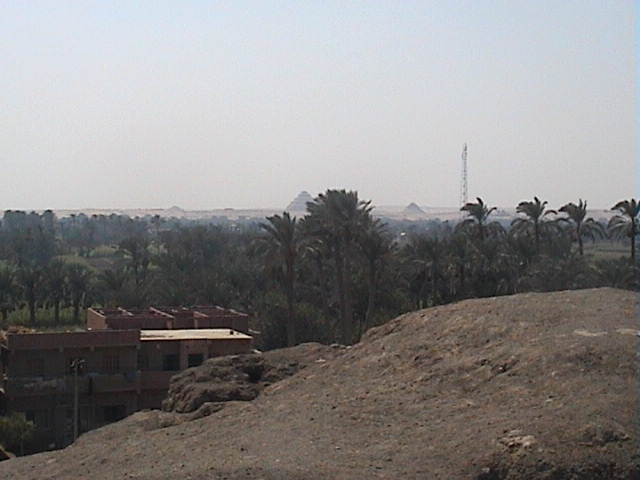
Vue de la nécropole de Saqqarah depuis le palais de Memphis.

À l’Ancien Empire, l’importance de la ville est égale à l’étendue de sa nécropole qui, de Meïdoum à Abou Rawash, en passant par Dahchour, Saqqarah, Abousir ou encore Zaouiet el-Aryan, est un véritable « négatif » de la cité antique. En effet, la cité se développe et garde un rôle majeur dans la vie du pays, ainsi, de la IIIe dynastie jusqu'à la VIIIe dynastie, les institutions royales s’y maintiennent et la nécropole royale reste proche, même si la ville voisine d'Héliopolis a pris beaucoup d'importance pendant les IVe et Ve dynasties. Mais peu de choses sont connues de la ville elle-même à cette période.
La capitale des rois de la IIIe dynastie est probablement située relativement aux environs de Saqqarah-Nord, du fait de la présence des mastabas de cette période. Le complexe de Djéser de la IIIe dynastie, situé dans la nécropole antique de Memphis à Saqqarah, pourrait alors être l'écho funéraire de cette enceinte primitive et royale abritant tous les éléments nécessaires à la royauté : temples et sanctuaires, cours cérémonielles, palais et casernes.
L'épisode solaire entamé par la IVe dynastie, qui met en lutte l'influence sur le pouvoir royal des clergés divins héliopolitains et memphites et se développe à la dynastie suivante, ne semble pas avoir changé le rôle premier de Memphis en tant que résidence royale où les souverains recevaient la double couronne, manifestation divine de l'unification des Deux Terres. La tradition voulait aussi que le rite du Séma Taouy, symbole de la réunion, soit répété à Memphis à chaque couronnement, à chaque jubilé ou fête-Sed, qui renouvelait alors le pouvoir du roi au bout d'une période qui varia selon les époques mais restait traditionnellement la célébration des trente années de règne.
C'est au cours de cette période que se développe le clergé du temple de Ptah. L'existence du sanctuaire est attestée à cette période grâce aux versements de denrées alimentaires et autres biens nécessaires pour assurer le culte funéraire des dignitaires et membres de la famille royale. Ce sanctuaire est également cité dans les annales conservées sur la pierre de Palerme et, à partir du règne de Mykérinos, on connaît le nom des grands prêtres de Memphis qui semblent fonctionner en binôme au moins jusqu'au règne de Téti.
En l'absence de vestiges probants concernant cette période de la haute Antiquité, les égyptologues ont formulé l'hypothèse selon laquelle la ville des vivants aurait suivi l'établissement des sanctuaires funéraires royaux au fur et à mesure de leurs édifications et du changement de site.

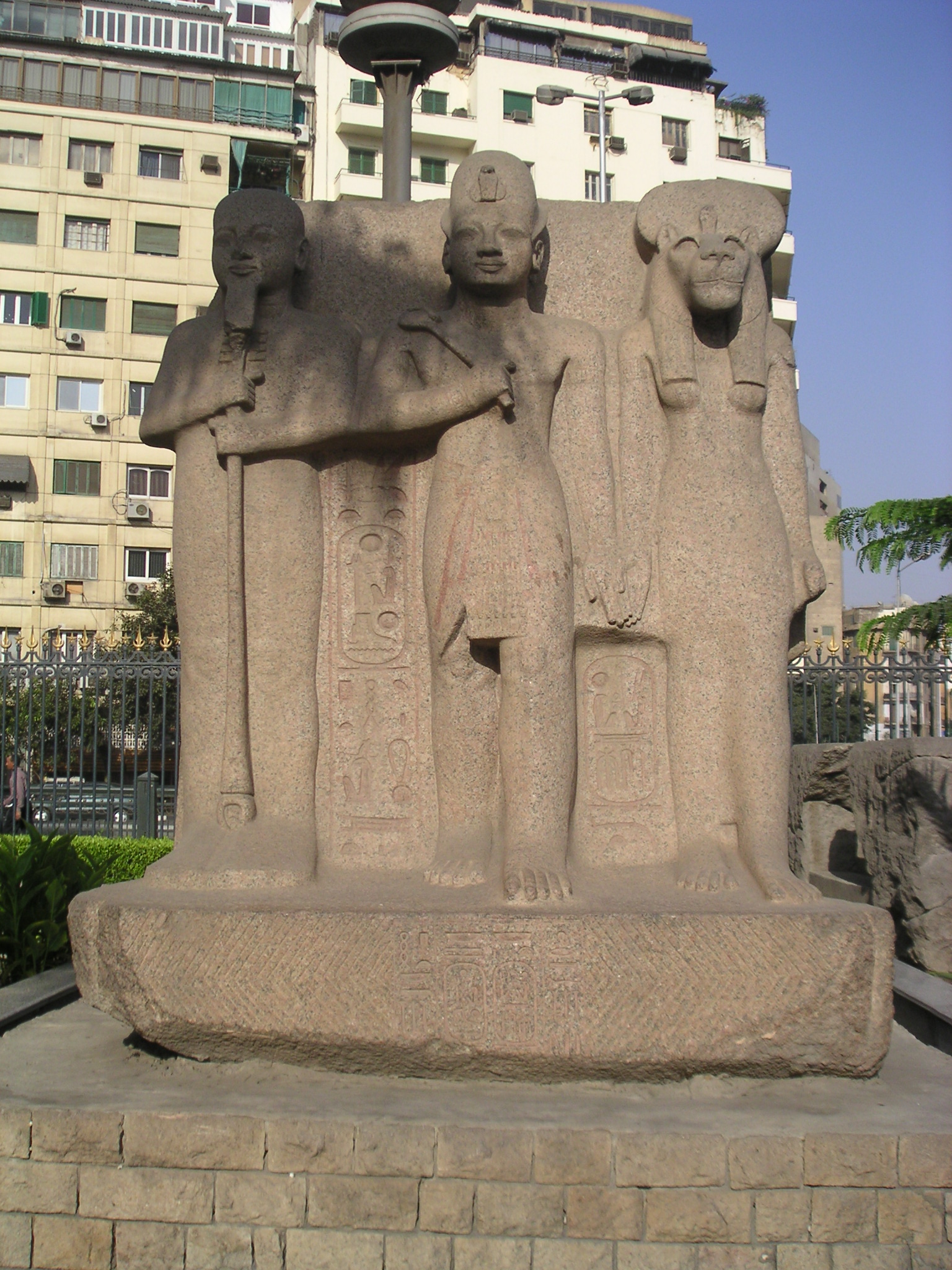
Triade memphite de Ramsès II — Musée du Caire.

La cité se serait donc développée au gré de ces sites choisis comme pour l'exemple de Gizeh, nécropole royale de la IVe dynastie, située en face d'Héliopolis, où les fouilles récentes ont révélé les établissements portuaires et civils et un palais démontrant que l'activité essentielle du royaume était bien centrée à cette époque sur l'édification du tombeau royal. De même, il est probable que sous la Ve dynastie le site d'Abousir entre Saqqarah au sud et Gizeh plus au nord formait une ville d'artisans dévoués au chantier dynastique et représentait un des quartiers de la capitale comprenant dès le règne de Sahourê un palais royal.
Enfin, une indication sérieuse dans le sens de cette hypothèse, qui semble ainsi la confirmer, est l'étymologie du nom de la ville elle-même qui est étroitement liée au nom de la pyramide de Pépi Ier de la VIe dynastie qui se trouve à Saqqarah-sud. À dater de son règne, la cité se serait fixée et développée à partir du complexe funéraire du roi, alors que déjà le déplacement du cours du fleuve change la configuration des voies navigables et du même coup celle de la ville. Memphis est alors l'héritière d'une longue pratique architecturale et artistique, sans cesse encouragée par les monuments des règnes successifs, reste la capitale dynastique et le paysage de la vallée et son horizon occidental se transforment peu à peu et définitivement par l'édification de vastes nécropoles avec les pyramides monumentales et leurs temples qui abritaient toute l'administration nécessaire à leur fonctionnement.
En effet, chaque complexe funéraire et cultuel recevait des terres et des biens dont les annales d'Abousir constituées notamment par tout un corpus de textes administratifs sur papyri et retrouvées principalement dans les temples funéraires de Néferirkarê Kakaï et de son successeur le jeune pharaon Néferefrê de la Ve dynastie, ont conservé le souvenir en livrant un témoignage précieux sur l'activité qui y régnait. Quand on sait que le culte de ces rois fonctionna jusqu'à la fin de l'Ancien Empire, soit plus d'un siècle plus tard, on est en droit de penser que depuis la IVe dynastie au moins l'ensemble de ces lieux de cultes royaux formaient des cités ou des bourgades dont l'importance et les moyens attribués varièrent selon leur place et leur lien par rapport à la famille régnante. Le fait que la nécropole de la VIe dynastie soit, elle, centrée à Saqqarah-sud, site dominant la vallée avec ses pyramides de rois et de reines, démontre clairement que pendant plus d'un siècle et demi le développement de la capitale s'y concentra. Les vestiges de cette capitale antique s'y trouveraient toujours, sous les palmeraies et les villages de Saqqarah.
L'ensemble de ces nécropoles étalé sur plusieurs kilomètres devait ainsi former une véritable mégapole antique, avec les villes qui en dépendaient, les ports qui desservaient ces téménos sacrés et les cultes divins qui y étaient rendus. En bonne place et reliée par des canaux la cité déjà millénaire devenait ainsi le cœur d'une vaste étendue urbaine et religieuse.
Quoi qu'il en soit, le périmètre de la ville s'agrandit avec le temps et son centre se déplace certainement vers le sanctuaire de Ptah, dieu des artisans, situé plus au sud dans l'actuelle Mit-Rahineh, fixant ainsi la cité du Moyen Empire, puis la métropole du Nouvel Empire. Le développement de Memphis ne cesse dès lors, et les pharaons des dynasties suivantes s'attachent à embellir et à reconstruire les principales fondations religieuses qui étaient disséminées dans la cité.

### L'éclipse du Moyen Empire

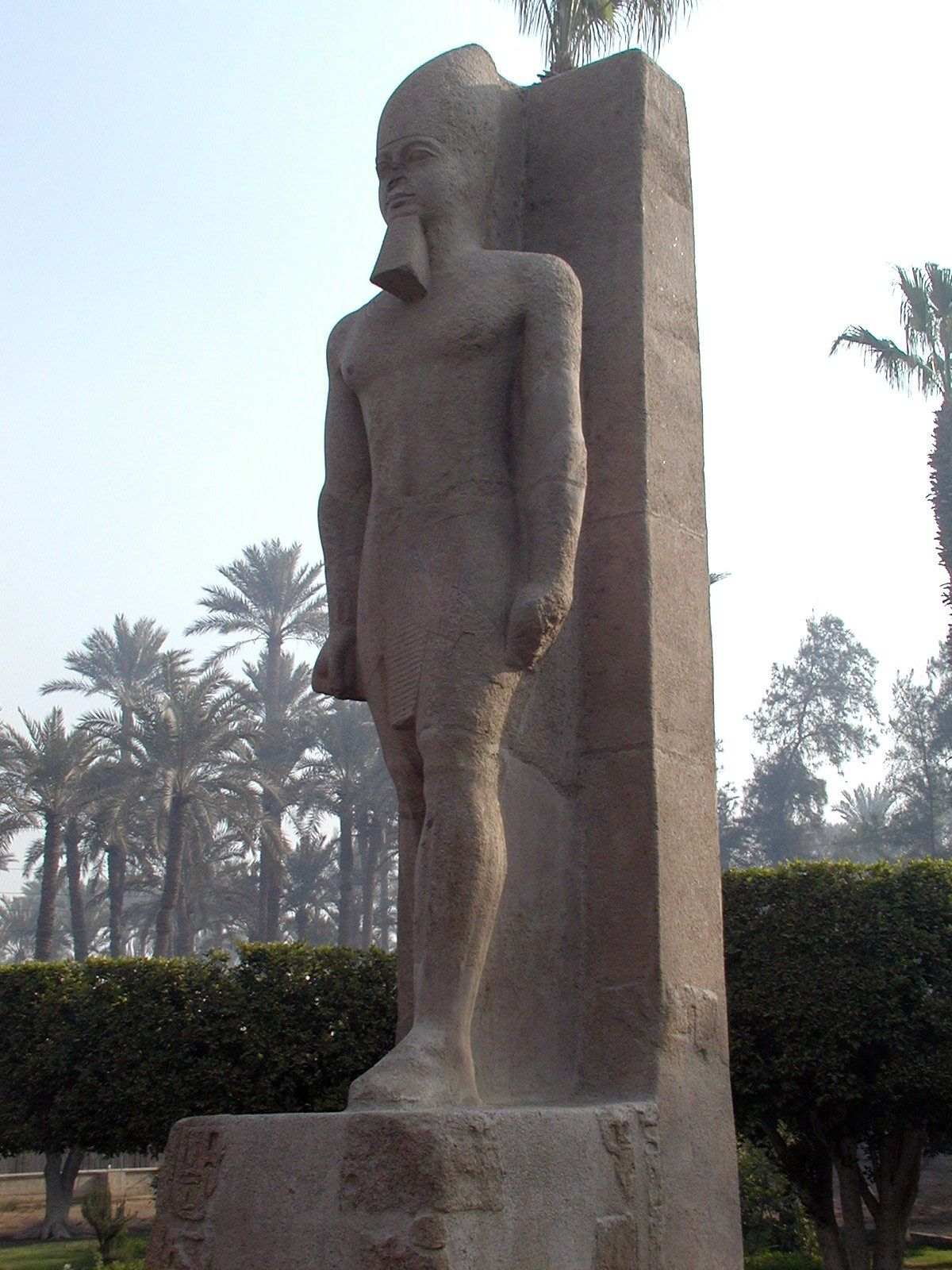
Colosse du Moyen Empire réinscrit aux noms de Ramsès II.

Au Moyen Empire, la capitale et la cour de Pharaon sont déplacées à Thèbes puis dans le Fayoum laissant pour un temps Memphis dans l'ombre. Avec la XIe dynastie, le pouvoir reconstitué à partir de Thèbes change la donne un temps puisque la nécropole royale des Antef et Montouhotep y est transférée. Toutefois, leurs successeurs de la XIIe dynastie rétablissent la capitale dans la région de Memphis, même s'il est vrai qu'ils l'établissent davantage près du Fayoum notamment à Licht là où ils choisissent d'édifier la nouvelle nécropole royale. Suivant en cela l'exemple des monarques de l'Ancien Empire, ils transfèrent leur palais et la cour à proximité du chantier dynastique.
La vieille cité n'est pas désertée pour autant et reste le siège d'une activité artistique et commerciale importante comme l'attestent les découvertes de quartiers artisanaux et de nécropoles installés à l'ouest de l'enceinte du temple de Ptah.
On a par ailleurs retrouvé des vestiges attestant d'une activité architecturale de cette époque au cœur du temple de Ptah. Une grande table d'offrande en granite au nom d'Amenemhat Ier mentionne l'érection par le roi d'un naos pour le dieu Ptah, maître de Vérité. D'autres blocs inscrits au nom d'Amenemhat II ont été retrouvés utilisés comme fondations d'un des grands colosses qui précédaient le pylône de Ramsès II. Ils présentent un fragment des annales de ce souverain du Moyen Empire. Expéditions minières, razzia ou campagne militaire au-delà des frontières, édification de monuments ou consécration de statues aux divinités, tout un panel des actes officiels d'une cour royale est rapporté ainsi et donne de précieux renseignements sur les évènements de l'époque.
Dans les ruines du sanctuaire de Ptah un bloc inscrit au nom de Sésostris II porte une inscription déclarant « Le roi de Haute et Basse-Égypte, Khâkhéperrê met en fête le temple de Ptah-Sokar », indiquant soit un don aux dieux de Memphis, soit une commande architecturale royale. Par ailleurs, de nombreuses statues trouvées sur le site réinscrites ultérieurement par des pharaons du Nouvel Empire, sont attribuées aux souverains de la XIIe dynastie soit par leur style soit par des inscriptions ayant échappé aux remplois. On citera par exemple les deux colosses qui ont été redressés dans le musée en plein air de Mit-Rahineh réinscrits au nom de Ramsès II ainsi que la statue au nom de Mérenptah qui porte encore sur son ceinturon le cartouche d'Amenemhat III.
Enfin, selon la tradition rapportée par Hérodote et Diodore de Sicile, Amenemhat III édifia le portail nord de l'enceinte. Des vestiges au nom du roi ont été en effet retrouvés lors des fouilles que Petrie effectua dans cette zone, confirmant selon le célèbre égyptologue anglais, que cette partie de l'Hout-ka-Ptah remontait effectivement au règne du fils de Sésostris III. On notera également que non loin des pyramides royales de cette dynastie, des mastabas des grands prêtres de Ptah ont été dégagés, démontrant que la royauté et le clergé memphite étaient toujours à cette époque intimement liés.
La XIIIe dynastie prolonge cet état de fait, bien que certains souverains se fassent enterrer à nouveau à Saqqarah, attestant que Memphis conservait donc sa place au cœur de la royauté. Survient alors la montée de dynasties parallèles dans le delta du Nil, défaisant l'unité du pays, annonçant l'anarchie qui voit les Hyksôs prendre le pouvoir progressivement pour s'en emparer définitivement vers -1650. Cette prise de pouvoir se concrétise avec le siège et la prise de Memphis. C'est à cette occasion que de nombreux monuments et statues de l'antique capitale sont ainsi démantelés, spoliés et usurpés par les rois hyksôs qui les emportent pour orner leur nouvelle capitale du delta, Avaris.
Le sac de Memphis doit tant marquer les esprits que la cité s'éclipse alors et que cet acte sacrilège est récupéré par la propagande royale de la XVIIe dynastie qui entreprend alors la reconquête un demi-siècle plus tard.

### Métropole princière et commerciale du Nouvel Empire
La XVIIIe dynastie s'ouvre donc par la victoire d'Ahmôsis Ier sur les envahisseurs Hyksôs, d'abord à Avaris puis au Proche-Orient, réduisant leurs velléités de retour à néant. Ce prince thébain inaugure l'une des plus puissantes dynasties égyptiennes qui reconstitue l'unité du pays, et ayant mis à son profit les progrès technologiques introduits par les Hyksôs, entreprit de conquérir ses voisins afin de former un véritable glacis autour du Double Pays et prévenir pour toujours le danger d'une nouvelle invasion.
Il semble que les premiers temps de la dynastie sont donc occupés à développer cette politique impériale et que Memphis reste à l'ombre de Thèbes et de son dieu libérateur Amon qui reçoit ainsi le privilège de voir s'établir la cour et la nécropole royale. Dans le delta, le palais et la forteresse que les premiers Thoutmôsis installent à Avaris, l'ancienne capitale Hyksôs, attestent que l'activité militaire et royale s'était basée au plus proche du terrain des opérations et ce jusqu'à Thoutmôsis III.
Sous Amenhotep II puis Thoutmôsis IV, le pouvoir semble à nouveau revenir quelque peu au Nord, même si Thèbes garde son rôle de métropole religieuse et funéraire de la dynastie. Avec la longue période de paix qui s'ensuivit, la prospérité gagne à nouveau le pays et la ville de Memphis profite à nouveau de sa place stratégique et de son rôle en tant que métropole de Basse-Égypte. Un grand harem est fondé à Miour, province sud de Memphis, non loin de Meïdoum. Le commerce se développe et le port de Perou Nefer, qui signifie littéralement « Bon Voyage », devient la porte d'entrée du pays pour les routes de Byblos et du Levant.

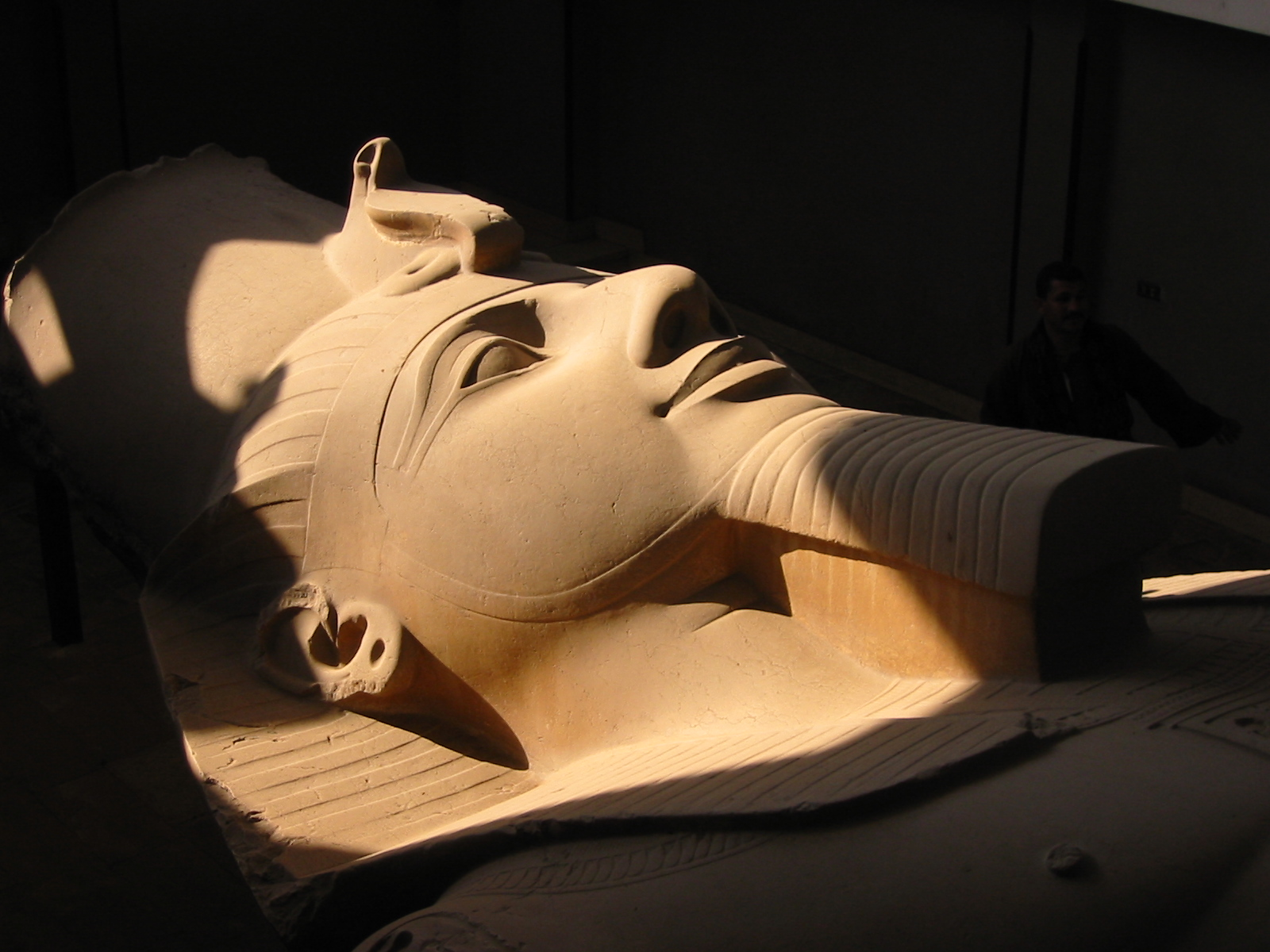
Tête du colosse de Ramsès II.

Au Nouvel Empire, Memphis devient donc la véritable capitale administrative et princière du pays. L'école du Kep, qui éduquait les princes royaux et les fils de la noblesse, qui portaient alors le titre d'enfant du Kep, s'y trouvait certainement et de nombreux palais pouvaient accueillir la famille royale. Thoutmôsis IV, le père du grand Amenhotep III, le grand-père d'Akhenaton, reçoit la royauté d'Harmakhis lors d'un rêve qu'il eut alors jeune prince résidant à Memphis, selon la légende qu'il rapporte sur une stèle placée entre les pattes du sphinx de Gizeh qui symbolisait ce grand dieu ensablé, oublié.
Karl Richard Lepsius identifia lors de son exploration du site une série de blocs et de restes de colonnades au nom de Thoutmôsis IV à l'est de l'Hout-ka-Ptah. Ils devaient appartenir à une fondation du roi à Memphis, contenant probablement un palais cérémoniel. C'est également de cette époque que daterait la fondation à Memphis d'un temple consacré à Astarté, qu'Hérodote indique lors de sa visite dans la ville comme étant un temple dédié à l'Aphrodite étrangère, et l'on trouve une activité architecturale d'Amenhotep III au cœur même de l'Hout-Ka-Ptah, inaugurant les grands travaux de la seconde partie du Nouvel Empire.
Le roi fait notamment édifier un temple nommé « Le temple de Neb-Maât-Rê est uni à Ptah » qui est cité par plusieurs dignitaires du règne actifs dans la capitale. Ainsi Amenhotep Houy, grand intendant de Memphis sous le règne du célèbre souverain, a consacré une statue le représentant sous l'aspect d'un scribe assis déroulant sur ses genoux repliés un rouleau de papyrus. La longue inscription qui orne la sculpture évoque le monument comme étant une fondation de millions d'années du roi au cœur de la capitale. Si l'emplacement de ce temple n'a pas été déterminé avec précision, le fait qu'un certain nombre de ses blocs aient été réutilisés par Ramsès II pour la construction du petit temple de Ptah qu'il édifiera au sud de l'enceinte principale, incite certains égyptologues à penser que les deux édifices se sont succédé au même endroit
D'après des inscriptions retrouvées à Memphis, Akhenaton fonde un temple d'Aton dans la cité, et on a retrouvé à Saqqarah la sépulture d'un des prêtres du culte du disque solaire qui subit des transformations vers la fin du règne et du retournement de situation quelque peu tragique qui marque la fin de la dynastie. À sa suite, Toutânkhamon abandonne Akhetaton et installe la cour à Memphis où il réside en compagnie de ses conseillers les plus proches qui préparent alors leurs tombeaux à Saqqarah même. Le tombeau d'Horemheb, alors encore général des armées, est un témoin de cette période et récemment des fouilles ont révélé la tombe de la nourrice du jeune souverain.

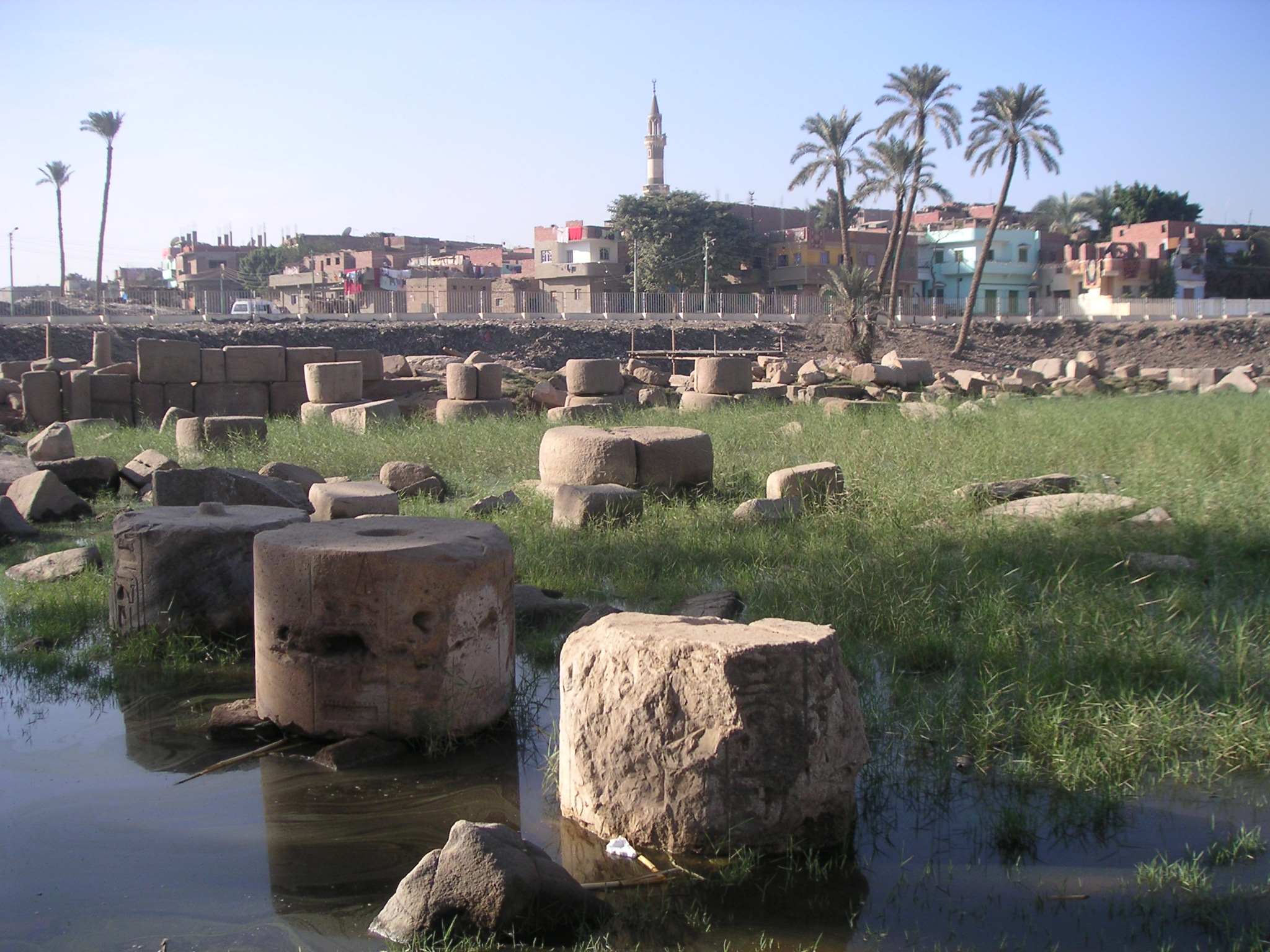
Salle hypostyle et pylône de Ramsès II à Memphis.

Il est attesté que, sous les Ramsès, la ville prend une nouvelle importance dans la politique de la dynastie grâce à sa proximité avec la toute nouvelle capitale Pi-Ramsès. Ramsès II consacre de nombreux monuments à Memphis et l'orne de colosses à sa gloire. Mérenptah, son successeur, y établit un palais, développant l'enceinte sud-est du temple de Ptah, et pendant toute la période qui suivra, Memphis reçoit les privilèges royaux des ramessides.
Avec les XXIe et XXIIe dynasties on assiste à un prolongement de l'activité initiée par les Ramsès. Memphis ne semble pas souffrir d'un déclin lors de cette Troisième Période intermédiaire qui voit de grands changements dans la géopolitique du pays. Au contraire tout porte à croire que les souverains du nord s'attachent à développer les cultes memphites dans la région. Un temple de Ptah aurait été fondé à Tanis au vu de certains vestiges découverts sur le site. Siamon, pharaon de la XXIe dynastie, fait quant à lui édifier ou restaurer un temple dédié à Amon au sud de l'Hout-Ka-Ptah et dont les vestiges ont été relevés par Petrie au début du XXe siècle, reliant un peu plus les deux métropoles de la Basse-Égypte.
À Memphis même, selon les inscriptions décrivant son œuvre architecturale, Sheshonq Ier, fondateur de la XXIIe dynastie qui réussit à reformer l'union des Deux Terres, aurait fait bâtir pour le temple de Ptah un monument ou en tout cas considérablement agrandit l'enceinte du temple du dieu. Le nom de cette fondation est le Château de Millions d'Années de Sheshonq, l'aimé d'Amon. On hésite à placer ce monument parmi les vestiges de l'Hout-ka-Ptah tant le site a été réexploité et enfoui sous les décombres. De plus, l'extension de la ville de Mit-Rahineh a largement empiété sur la zone concernée. Le nom de cette fondation indiquerait une fonction cultuelle funéraire bien connue à l'époque du Nouvel Empire et certains égyptologues le situent à l'ouest de l'enceinte, probablement en avant du grand pylône de Ramsès II. Il aurait consisté en une avant cour et un pylône, et selon cette hypothèse, Sheshonq y aurait fait aménager son tombeau, ce qui expliquerait l'absence de traces concrètes de son ensevelissement à Tanis. De fait, une des tables d'embaumement du dieu Apis date du règne de Sheshonq Ier et on a découvert les preuves qu'un culte funéraire lui était rendu à Memphis, culte qui se rendait toujours à la Basse époque, ce qui confirmerait l'existence d'un lieu spécialement dédié au roi.
Sheshonq Ier commande par ailleurs l'édification d'une nouvelle ouâbet pour le dieu Apis. Il s'agissait d'une partie du sanctuaire dédié à cette divinité, plus particulièrement consacrée aux cérémonies funéraires du dieu taureau qui à sa mort y était amené afin d'y être momifié selon les rites.

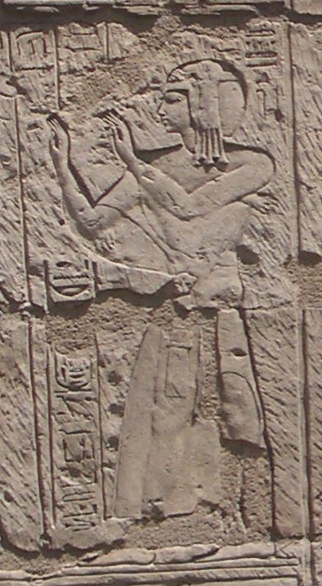
Le grand prêtre de Ptah Sheshonq.

Une nécropole des grands prêtres de Memphis datant précisément de la XXIIe dynastie a été dégagée à l'ouest de l'enceinte, non loin de ce secteur. Il y avait notamment une chapelle dédiée à Ptah par le prince Sheshonq, fils du roi Osorkon II, qui occupait alors la charge pontificale. Cette chapelle est actuellement visible dans les jardins du Musée du Caire, derrière une triade colossale de Ramsès II qui provient également de Memphis.
D'autres vestiges découverts dans cette partie de Memphis signalent des monuments aux noms de Chedsounéfertoum et d'Osorkon.
Il est probable que l'emplacement de cette nécropole, princière, ait été choisi en relation avec la fondation du fondateur de la dynastie.

### Memphis, capitale fortifiée de la Basse Époque
Enfin, emplacement stratégique parce que verrouillant l'accès au delta, Memphis garde de tout temps un rôle militaire et commercial avec lequel seule Alexandrie peut rivaliser sous l'Empire romain.
Lors de la Troisième Période intermédiaire puis à la Basse époque, Memphis est souvent le théâtre des luttes de libération des dynastes locaux contre l'occupant, qu'il soit kouchite, assyrien ou perse.
Ainsi, pendant la campagne triomphale de Piânkhy, souverain de Napata qui fonde la XXVe dynastie, la ville dans laquelle Tefnakht, l'un des princes du delta issu de l'anarchie libyenne, trouve refuge, subit un nouveau siège.
Le fait est relaté sur la stèle des victoires que le roi kouchite érige au temple d'Amon du Gebel Barkal et donne une description de la cité qui avait alors été fortifiée. À la suite de la prise de la ville, il fait restaurer les temples et leurs cultes. Ses successeurs édifient quant à eux des chapelles dans l'angle sud-ouest de l'enceinte principale et Taharqa fait reconstruire ou restaurer le temple d'Amon de Memphis.
Memphis est à nouveau au cœur de la tourmente produite par la grande menace assyrienne. Elle est alors la base arrière de la résistance kouchite avec Taharqa qui parvient une première fois à repousser l'assaut des troupes d'Assarhaddon, puis tombe aux mains des envahisseurs qui sont alors soutenus par une partie des princes du delta. Les troupes assyriennes la mettent alors à sac comme toute la région.
En Nubie, Tanoutamon succède alors à Taharqa et semble reprendre l'avantage. À l'instar de Piânkhy son aïeul, il relate un nouveau siège de la ville sur la stèle du songe, qu'il érige lui aussi à Napata. Ce dernier sursaut offre un court répit à la monarchie kouchite.
En Assyrie, Assurbanipal succède à son père et reprend l'offensive contre l'Égypte. Tanoutamon est finalement submergé lors d'une invasion massive qui, en -664, met définitivement un terme aux rêves de gloire des pharaons nubiens. Memphis est reprise et cette fois les troupes nubiennes sont repoussées jusque dans leurs frontières, pourchassées par les Assyriens et leurs alliés qui pilleront la ville de Thèbes en -663.

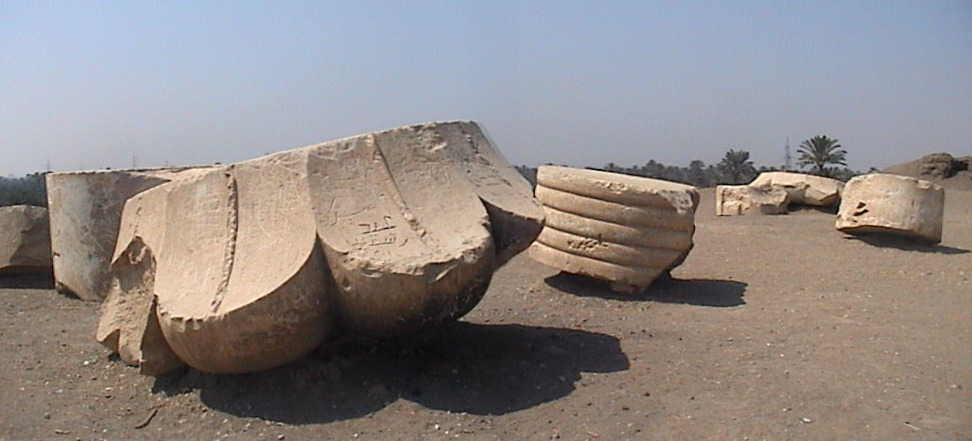
Les ruines du palais d'Apriès à Memphis.

Reconnaissant envers leurs alliés de Saïs, les Assyriens leur remettent alors le pouvoir et, au premier signe de faiblesse de l'Empire assyrien, ces dynastes du delta s'empressent de reprendre leur indépendance. Les enceintes des temples sont alors reconstruites voire fortifiées, comme le palais d'Apriès de la XXVIe dynastie l'atteste, et le siège du pouvoir semble alors être retourné un temps à Memphis.
En effet, à la suite des invasions perses, les structures mises en place par les pharaons saïtes sont conservées, renforcées et Memphis est le siège de la nouvelle province conquise. Une garnison perse est installée à demeure dans la ville, probablement dans la grande enceinte nord, à proximité du palais d'Apriès qui domine le site. Les fouilles effectuées par Petrie ont révélé que ce secteur comportait des armureries et il y a découvert de nombreux vestiges remontant à cette époque. Memphis est alors sous la coupe réglée d'un pays géré désormais comme une satrapie, l'une des plus riches de l'Empire perse. Son gouverneur y réside, l'administration du pays s'y installe à demeure et pendant près d'un siècle et demi la cité en est la capitale officielle, devenant l'un des centres névralgiques du commerce de l'immense territoire conquis par la monarchie achéménide.
Pendant toute cette période, les stèles consacrées à Apis déposées par le pharaon régnant dans le Sérapéum de Saqqarah représentent un élément clef pour comprendre les événements. À dater de la Basse époque, ces catacombes dans lesquelles sont inhumées les dépouilles du taureau sacré sont agrandies et prennent alors un aspect monumental qui confirme l'essor des cultes d'hypostases à travers tout le pays et plus précisément à Memphis et ses nécropoles. Ainsi, une stèle dédiée par Cambyse II, premier conquérant perse à soumettre le Double Pays, semble infirmer les dires d'Hérodote qui lui prête une attitude criminelle et irrespectueuse à l'encontre du taureau sacré.
Comme ils l'ont fait avec les Assyriens, les Égyptiens tentent à deux reprises de secouer le joug perse au moyen d'alliances avec leurs voisins et partenaires, notamment grecs.

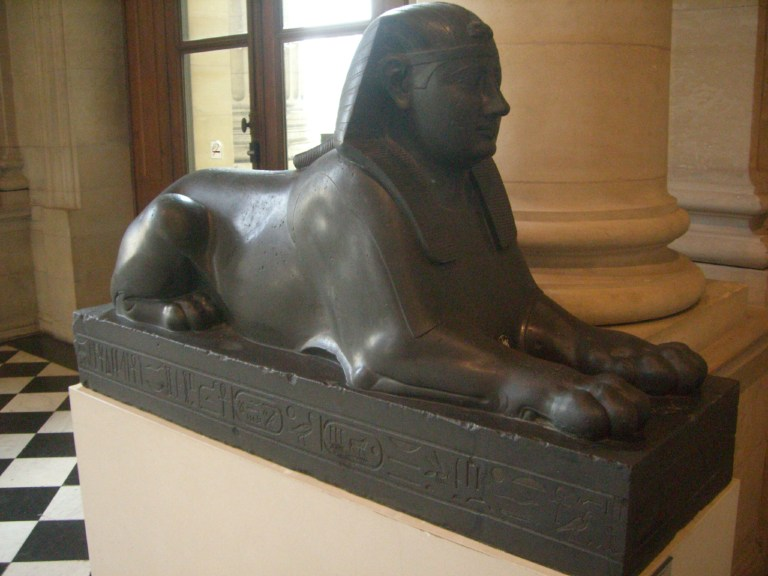
Sphinx dédié à Prah-Sokar-Osiris au nom de Néphéritès Ier.

Le réveil nationaliste vient à nouveau de Saïs avec le bref et unique règne d'Amyrtée, fondateur de la XXVIIIe dynastie qui s'éteint avec lui. Il entreprend la reconquête depuis le delta occidental mais ne peut asseoir son autorité sur tout le pays, la Haute-Égypte et notamment Éléphantine continuant de reconnaître Artaxerxès II comme souverain. C'est Néphéritès Ier qui, cette fois depuis Mendès, parvient à reformer l'union des Deux Terres, se faisant couronner pharaon et inaugurant la XXIXe dynastie avant-dernière dynastie royale de l'Égypte antique. Selon un papyrus araméen contemporain, Néphéritès Ier fait mettre à mort Amyrtée à Memphis même. Il installe sa capitale dans sa ville d'origine dans le delta oriental, où il fait aménager son tombeau dans une nouvelle nécropole royale.
Memphis perd son statut de première ville du pays sur le plan politique mais conserve son importance stratégique et commerciale. Elle reste également un centre religieux important.
Lorsque Nectanébo détrône le dernier représentant de cette dynastie éphémère et reprend à son profit l'indépendance du pays face aux perses qui le menacent toujours d'une nouvelle invasion, un important programme de reconstruction des enceintes des temples est lancé à travers tout le pays. À Memphis, c'est l'Hout-Ka-Ptah qui est ainsi doté d'une nouvelle enceinte puissante reconstruite sur le tracé de l'ancienne, englobant les temples et chapelles secondaires dans le téménos du dieu principal de la cité.
C'est la fouille de l'angle sud-ouest de cette enceinte qui a permis de retrouver le petit temple de Ramsès enfoui et comme épargné par les fondations du mur, qui forme à cet endroit précis un redan encadré par deux larges bastions donnant une indication sur l'aspect de l'enceinte qui ceinturait le site à cette époque.
Nectanébo II quant à lui, tout en poursuivant l'œuvre du fondateur de la XXXe dynastie, entreprend la construction de vastes sanctuaires, notamment dans la nécropole de Saqqarah, les dotant de pylônes, statues et voies pavées bordées de rangées de sphinx. Malgré ses efforts pour limiter la reprise de l'expansion de l'Empire achéménide, il ne peut résister à une invasion massive en -343 qui écrase ses troupes à Péluse. Les Perses prennent Mendès, Bubastis, saccagent les temples et les nécropoles. Le roi se réfugie à Memphis devant laquelle Artaxerxès III met le siège, l'obligeant à fuir en Haute-Égypte. La résistance se poursuit là-bas de -338 à -335 et il semble que Memphis ait été à nouveau contrôlée par les Égyptiens, comme en attesterait une stèle d'Apis découverte à Saqqarah datant de la deuxième année d'un souverain du nom de Khababash qui, se réclamant de l'héritage du dernier Nectanébo, aurait ainsi repris l'initiative. Ce sursaut ne peut contenir les armées de Darius III qui finissent par reprendre le contrôle de tout le pays.
Avec ces périodes de troubles récurrents, d'invasions suivies de reconquêtes successives, Memphis subit les assauts de l'histoire. Plusieurs fois conquise, elle est le théâtre de plusieurs dénouements sanglants de l'histoire du pays et, malgré l'intervention de ses alliés grecs venus soutenir le parti anti-perse qui fragilisait l'hégémonie du grand roi de Persépolis, la cité retombe aux mains du conquérant pour ne plus jamais devenir la capitale du pays.
À la suite des Perses, ce sont les Grecs qui prennent alors le contrôle de tout le pays et, même si à certaines périodes des tentatives d'indépendance reprennent en thébaïde, aucune ne permettra à une nouvelle lignée de rois indigènes de monter sur le trône d'Horus.

### Memphis sous les Ptolémées

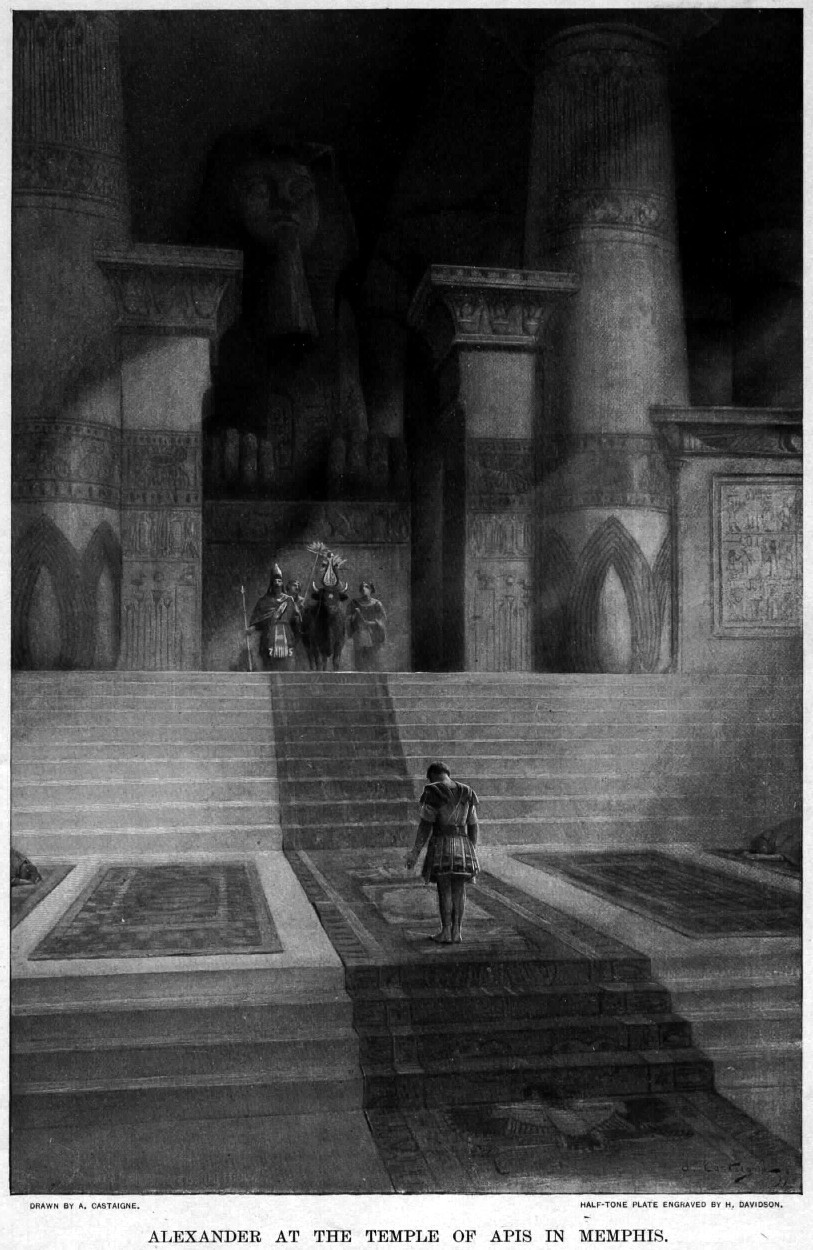
Alexandre visitant le temple de Memphis, par André Castaigne.

Alexandre le Grand se fait couronner pharaon dans le temple de Ptah et la cité garde un statut important, notamment religieux, durant toute la période qui suivit la prise de pouvoir par un de ses généraux, Ptolémée. Celui-là même détourne vers l'Égypte le convoi funéraire du grand conquérant, mort à Babylone en -323, initialement en route pour la Macédoine. Prétextant que le roi lui-même avait officiellement émis le désir d'être inhumé en Égypte, il fait alors transporter le corps d'Alexandre au cœur du temple de Ptah et le fait embaumer par les prêtres. La précieuse relique reste à Memphis jusqu'à l'édification du Sôma à Alexandrie même, quelques années plus tard dans lequel sera aménagé le tombeau royal.
C'est également Ptolémée, le premier d'une longue lignée de souverains macédoniens, qui introduit pour la première fois le culte de Sarapis en Égypte, instituant son culte à Saqqarah où il s'assimile à la divinité funéraire locale et célèbre, Osiris-Apis. Ce n'est qu'après son règne que le culte du dieu devient alexandrin et qu'un grand temple y est bâti en son honneur par les successeurs du roi. De cette période datent les aménagements du parvis du Sérapéum de Saqqarah avec notamment l'édification de l'hémicycle aux poètes qui orne le dromos du temple ainsi que de nombreux éléments d'architecture d'inspiration grecque. La réputation du sanctuaire dépassa les frontières du pays.
C'est à Memphis qu'à partir de Ptolémée III, sur ordre du roi et sous le patronage du grand prêtre de Ptah, les délégués des principaux clergés du royaume se réunissaient en synode en présence du souverain afin d'établir la politique religieuse du pays pour les années à venir, fixant par décret les taxes et impôts, créant de nouvelles fondations et rendant hommage aux souverains lagides qui au début et à la fin de leur dynastie furent particulièrement bien acceptés par les prêtres du pays. Ces décrets étaient inscrits sur de hautes stèles placées dans les principaux sanctuaires du pays, et étaient gravées en trois écritures afin d'être lues et comprises par tous : le hiéroglyphe, le hiératique et le grec. L'exemple le plus célèbre de ces stèles est la pierre de Rosette qui permit le déchiffrement de l'écriture sacrée des anciens égyptiens au XIXe siècle.
Ce sont également des stèles, funéraires cette fois, découvertes sur le site ou encore à Saqqarah qui ont ainsi transmis la généalogie du haut clergé de Memphis, véritable dynastie de grands prêtres de Ptah qui nourrit avec la famille royale d'Alexandrie des liens très étroits au point que des mariages entre certains grands prêtres et les princesses lagides renforcent encore un peu plus l'engagement des deux familles l'une envers l'autre.
Les ultimes descendants de cette lignée de grands prêtres vécurent la prise de pouvoir romaine.

### La fin de Memphis
Avec l'arrivée des Romains, à l'instar de Thèbes, la cité perd donc définitivement sa place au profit d'Alexandrie ouverte sur l'empire. La montée en puissance du culte de Sarapis, divinité syncrétique plus adaptée à la mentalité des nouveaux maîtres de l'Égypte, puis l'apparition du christianisme qui s'implante profondément dans le pays achève de ruiner la réputation des cultes de l'antique capitale, même si certains d'entre eux, comme celui de l'Apis, restèrent longtemps en activité et que l'on continuait à célébrer l'arrivée de la crue annuelle du Nil dans son nilomètre.
Au début de l'époque byzantine, vers la fin du IVe siècle, la ville fait partie d'un circuit emprunté par les pèlerins venant des lieux saints de Palestine, et on y montre différents souvenirs bibliques, y compris une visite de la sainte famille dans cette ville, qui est sans doute la plus ancienne forme de cette tradition par ailleurs très ancrée dans la légende plutôt que l'histoire :

« Memphis possède encore le palais où saint Joseph se rendait fréquemment. A quatre milles de là, en direction du fleuve, se trouvent les trônes de Moïse et Aaron. Ces trônes sont sur une montagne élevée, où il y a deux tours dont on fait l'ascension par de nombreuses marches. L'une a été dotée d'un toit, l'autre en est dépourvue; dans celle-ci montait saint Moïse lorsqu'il parlait aux fils d'Israël lors de leur oppression, dans l'autre il priait. Aux alentours, c'est la plaine où les fils d'Israël faisaient des briques. A mille pas de là, près du fleuve, se trouve le village dans lequel sainte Marie vécut avec le Seigneur lorsqu'elle vint en Égypte. (Pierre Diacre, De locis sanctis, Y 1, citant Égérie »

Elle est abandonnée peu à peu à l'époque byzantine et copte. Puis la ville devient une carrière pour construire les nouvelles cités de l'Égypte, notamment une nouvelle capitale fondée par les Arabes qui prirent possession du pays au VIIe siècle. Fostat d'abord, puis Le Caire, édifiées toutes deux plus au nord en face des pyramides de Gizeh, ont été bâties avec les pierres démantelées des temples et des nécropoles antiques de Memphis.
Au XIIIe siècle, le chroniqueur arabe Abdul al-Latif, visitant le site, le décrit et laisse un témoignage impressionné sur la grandeur des ruines de Memphis. Certains auteurs du XIXe siècle, dont Gaston Maspero, le citent dans leurs ouvrages décrivant l'Égypte :

« Malgré l'immense étendue de cette ville et la haute antiquité à laquelle elle remonte, malgré les vicissitudes des divers gouvernements dont elle a subi le joug, quelques efforts que différents peuples aient fait pour l'anéantir, pour en faire disparaître les moindres vestiges et en effacer jusqu'aux plus légères traces, en transportant ailleurs les pierres et les matériaux dont elle était construite, en dévastant ses édifices, en mutilant les statues qui en faisaient l'ornement ; enfin malgré ce que quatre mille ans et plus ont dû ajouter à tant de causes de destruction, ses restes offrent encore aux yeux des spectateurs une réunion de merveilles qui confond l'intelligence, et que l'homme le plus éloquent entreprendrait inutilement de décrire. Plus on la considère, plus on sent augmenter l'admiration qu'elle inspire ; et chaque nouveau coup d'œil que l'on donne à ses ruines est une nouvelle cause de ravissement… Les pierres provenues de la démolition des édifices remplissent au loin le site entier : on aperçoit en quelques endroits des pans de murailles encore debout, construits de ces grosses pierres dont je viens de parler ; ailleurs, il ne reste que les fondements ou bien des monceaux de décombres. J'ai vu l'arc d'une porte très haute dont les deux murs latéraux sont formés chacun d'un seul bloc ; et la voûte supérieure, qui était aussi d'un bloc unique, était tombée au-devant de la porte… Les ruines de Memphis occupent une demi-journée de chemin en tous sens. »

— Abdul al-Latif
Les savants de Bonaparte ne trouvent cinq siècles plus tard que des ruines éparses et il faudra attendre les premiers relevés et fouilles du XIXe siècle et les travaux d'envergure de Flinders Petrie, pour dégager les restes de l'ancienne capitale de l'Égypte et lui rendre un peu de sa splendeur passée.

## Les monuments de Memphis
Sous le Nouvel Empire et notamment sous les règnes des glorieux souverains de la XIXe dynastie, Memphis gagne donc en puissance et en grandeur, rivalisant avec Thèbes tant sur le plan politique qu'architectural. Les fouilles effectuées depuis plus d'un siècle maintenant sur le site ont confirmé peu à peu les descriptions antiques de la cité et permis ainsi d'en rendre une image plus nette.
Un témoin de ce développement peut être retrouvé dans une chapelle de Séthi Ier affectée au culte de Ptah et de deux hypostases de la ville elle-même : la déesse Tchesemet coiffée d'une tour, probablement crénelée comme l'indiquerait son nom et la ville personnifiée sous les traits d'une déesse Hathor, coiffée du symbole pyramidal que l'on retrouve dans le nom de la ville de l'époque,.

### L'Hout-ka-Ptah, le Grand Temple de Ptah

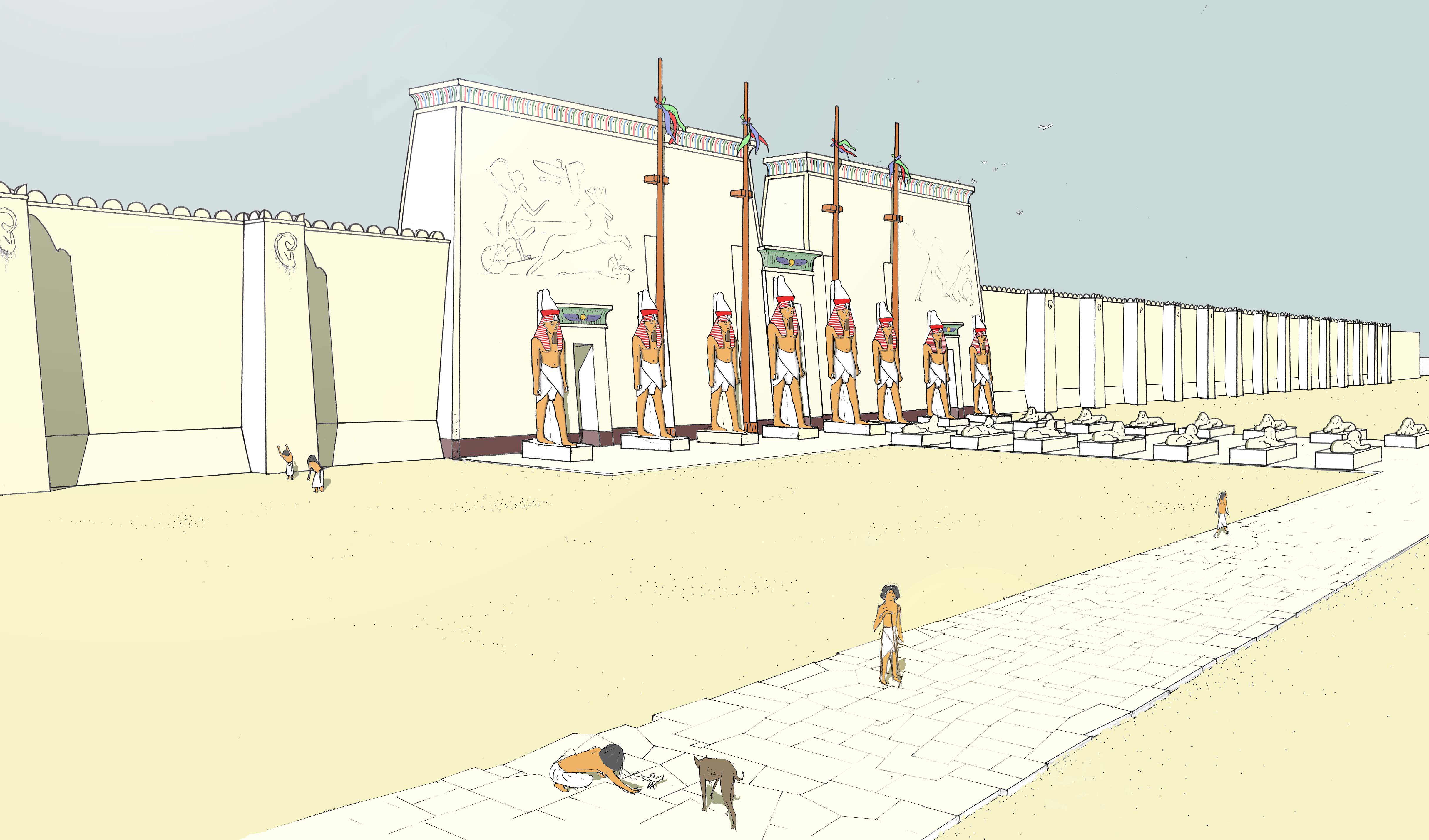
Restitution du parvis occidental du grand temple de Ptah à Memphis —.

Le développement actuel et connu du sanctuaire de Ptah remonte pour l'essentiel à l'époque du Nouvel Empire. Ce temple et son enceinte occupaient alors une grande partie de la ville antique. On en connaît la disposition grâce à l'historien grec Hérodote qui visita le site à l'époque de la première invasion perse, donc bien après le Nouvel Empire, y rencontrant les prêtres du dieu Ptah qui lui livrèrent une interprétation de l'histoire du pays à travers les principaux monuments que la grande enceinte contenait.
Ainsi, selon l'auteur grec, le temple avait été fondé par Ménès lui-même et cette fondation correspondrait à la partie intime du monument, partie la plus reculée et inaccessible dans l'Antiquité car réservée aux seuls prêtres et au roi. Il n'en donne donc aucune description et se contente de la citer, faisant confiance aux dires des prêtres. Longtemps seule cette description de Memphis et de son grand temple a prévalu et a même souvent été contestée par les critiques de l'auteur et historien antique, jusqu'à ce que les travaux archéologiques entrepris au siècle dernier exhument peu à peu les ruines oubliées de l'Hout-ka-Ptah et des monuments qu'il comportait alors, révélant une enceinte gigantesque accessible en effet par plusieurs portes monumentales dont trois ont pu être identifiées avec certitude : une première au sud, une seconde à l'ouest et une troisième à l'est.
Les vestiges du grand temple et de son enceinte ont été fouillés et exposés dans un musée en plein air à proximité du grand colosse de Ramsès II qui marquait l'axe sud du temple. C'est aussi dans ce secteur qu'un grand sphinx monolithe a été découvert au XIXe siècle. Il est l'un des plus grands exemples de ce genre statuaire encore présent sur son site d'origine. Datant de la XVIIIe dynastie, on hésite encore à le dater précisément. Anépigraphe, il aurait été sculpté aux alentours du règne d'Amenhotep II ou Thoutmôsis IV. De nombreuses autres statues, colosses, sphinx, stèles et éléments d'architecture sont entreposés dans un enclos ou plutôt jardin formant un petit musée en plein air à l'instar d'autres sites célèbres. Cependant la plupart du produit des fouilles a été envoyé dans les principaux musées du monde. Ainsi les pièces maîtresses du site se retrouvent exposées pour la plupart au Musée du Caire tandis que des centaines d'ex-voto en forme d'oreilles, dédiés à « Ptah-qui-écoute-les-prières », qui ont été retrouvés dans l'enceinte du temple, garnissent les collections de certains musées. Le temple de Ptah, enrichi par des siècles de vénération, devait être entouré de monuments divers et représentait à cette époque l'un des lieux de culte les plus importants de l'empire.
On ignore actuellement l'aspect précis de l'intérieur du temple, et seuls les principaux accès au périmètre qui l'entourait sont actuellement connus, notamment par la découverte des grands colosses qui en ornaient les portes ou pylônes et qui, pour ceux qui ont été mis au jour, datent du règne de Ramsès II. Le grand roi fonde par ailleurs pas moins de trois sanctuaires dans lesquels son culte est associé à ceux des divinités auxquels ils ont été dédiés.

### Le temple de Ptah de Ramsès aimé d'Amon, dieu souverain d'Héliopolis
Découvert en 1942 par Ahmed Badawy, ce petit temple de Ptah a été fouillé dès 1955 par Rudolf Anthes. Le temple qui émergea du limon du Nil s'avéra être un édifice religieux égyptien complet doté d'un pylône, d'une cour destinée aux offrandes rituelles, d'un portique à colonnes suivi d'une salle à piliers et d'un sanctuaire tripartite, le tout enclos dans une enceinte propre d'une épaisseur de quatre mètres construite en briques crues.
Ce monument ouvrait à l'est en direction d'une voie jalonnée d'autres monuments qui furent tour à tour dégagés, tant et si bien que la partie sud du site est la zone la plus explorée de Memphis jusqu'à présent. Les explorations archéologiques qui ont eu lieu par la suite révèlent que la partie méridionale de la ville contenait en effet un grand nombre d'édifices cultuels indiquant une dévotion particulière au dieu Ptah à cet endroit. La découverte d'une nouvelle enceinte dans ce secteur contenant un temple dédié au dieu principal de Memphis pourrait donc apporter quelques éclaircissements supplémentaires sur les diverses formes que prenait le culte du dieu de Memphis.
Dénommé le temple de Ptah de Ramsès aimé d'Amon, dieu souverain d'Héliopolis, ce temple remonte dans son état le plus développé au Nouvel Empire et jouxte la grande enceinte de l'Hout-ka-Ptah, enceinte principale du site de Memphis, à son angle sud-ouest.

### Le temple de Ptah et de Sekhmet de RamsèsII
Dénommé « le temple de Ptah d'Ousirmaâtrê setep-en-Rê Ramsès » et situé non loin du précédent mais plus à l'est, il a certainement été bâti à l'occasion de la deuxième fête sed du roi.
Il est situé au sud du grand colosse couché du roi qui est exposé dans le petit musée en plein air du site. Deux colosses datant du Moyen Empire et réinscrits au nom du grand Ramsès en ornaient la façade. Ils ont été déménagés dans l'enceinte du musée de Memphis et représentent le roi debout dans l'attitude de la marche, ceint de la couronne blanche de Haute-Égypte, la hedjet. Le temple n'est pas aussi bien conservé que le précédent ou bien celui dédié à Hathor car il a servi de carrière dès la fin de l'Antiquité, ses blocs de calcaire ayant été prélevés pour l'édification d'autres monuments ou bien pour la production de chaux.
Son plan a pu toutefois être relevé et son nom découvert, ce qui permet de l'attribuer à la XIXe dynastie ainsi que de déterminer son axe, ouvrant cette fois vers l'ouest en direction de la voie processionnelle qui, partant de la grande enceinte, devait rejoindre le téménos d'Hathor situé encore plus au sud du site.
Ce petit temple semble avoir été dédié au dieu Ptah et à son épouse divine Sekhmet ainsi qu'à Ramsès divinisé.

### Le temple de Ptah de Mérenptah

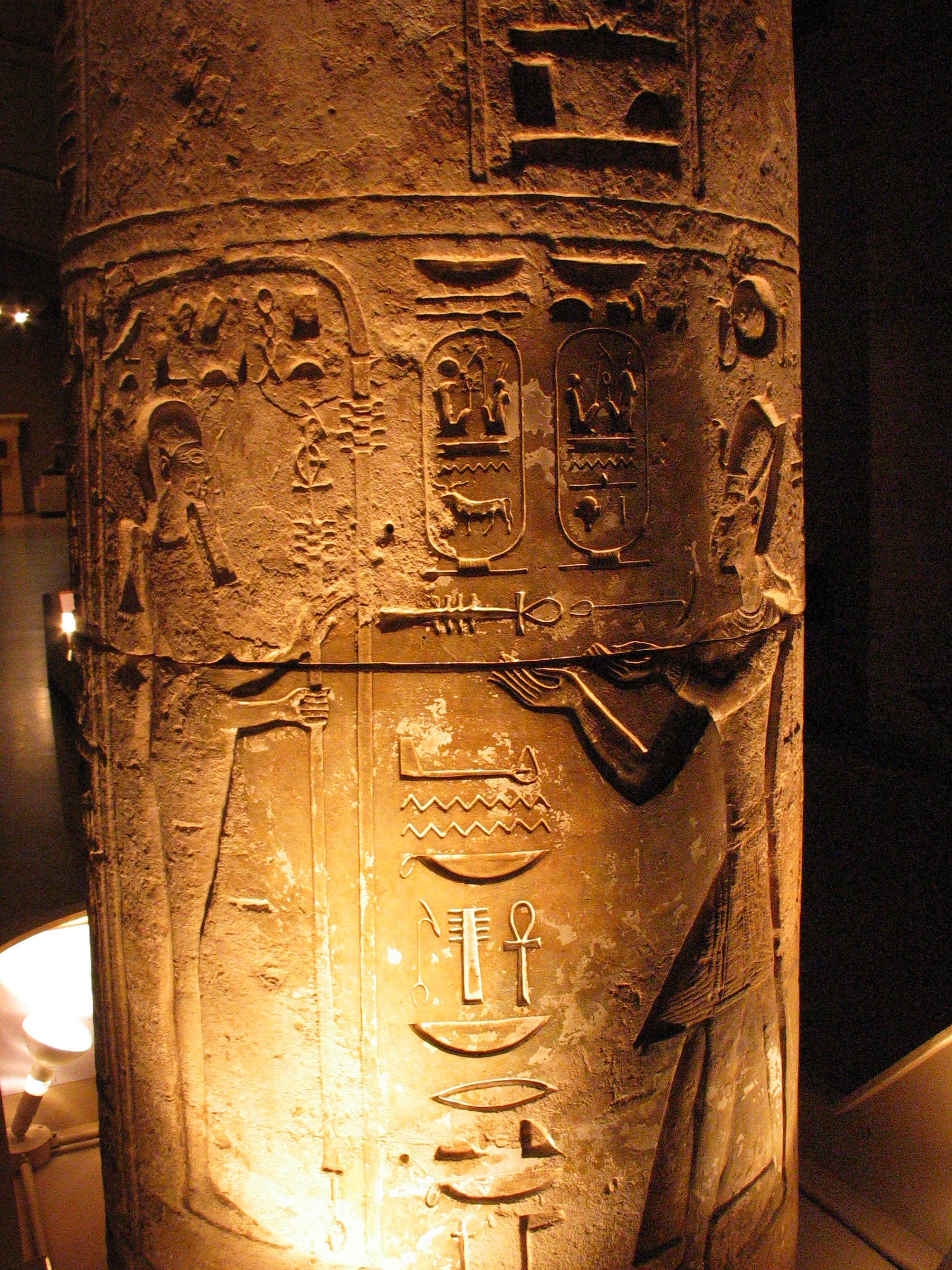
Colonne provenant du complexe cultuel de Ptah de Mérenptah.

Au sud-est de l'Hout-ka-Ptah, Mérenptah fonde un nouveau sanctuaire en l'honneur du dieu principal de la cité et fait bâtir à proximité un vaste palais cérémoniel.
Ce temple est découvert par William Matthew Flinders Petrie au début du XXe siècle, qui l'a identifié avec l'enceinte de Protée citée par Hérodote.
Il a été dégagé dans sa partie antérieure formée par une grande cour carrée d'une cinquantaine de mètres de côté ouvrant par le sud par une grande porte dont les reliefs ont livré les noms du pharaon ainsi que les épithètes de la forme particulière du dieu Ptah qui y était vénérée. Seule cette partie du temple a pu être mise au jour, le sanctuaire restant encore à identifier un peu plus au nord.
Le temple est resté en fonction pendant tout le reste du Nouvel Empire comme l'attestent les inscriptions en surcharges de pharaons postérieurs. Par la suite il est progressivement abandonné et transformé pour d'autres usages civils. Peu à peu enfoui par l'activité de la cité, l'étude stratigraphique du site démontre qu'à la Basse époque déjà il n'est plus que ruines et bientôt est recouvert par de nouvelles constructions et un nouveau quartier de la cité qui s'étend de plus en plus vers l'est et le Nil. Flinders Petrie indique que le camp tyrien ('Tyrian camp') du VIIe siècle était situé dans cette zone (p. 3 de son ouvrage "Memphis I").
Le site est fouillé pendant la Première Guerre mondiale par une mission archéologique américaine dirigée par Clarence Stanley Fisher. Ce faisant les archéologues mettent au jour les premières traces d'un édifice bâti en brique crue qui rapidement se révéla être un grand palais cérémoniel que le roi édifia à proximité du temple.
Une partie des principaux éléments en pierre de ce temple a été offerte par l'Égypte au musée de l'université de Pennsylvanie qui finança l'expédition, tandis que l'autre est restée au Musée égyptien du Caire.

### Le petit temple d'Hathor Maîtresse du Sycomore méridional
Ce petit sanctuaire d'Hathor a été mis au jour au sud de la grande enceinte de l'Hout-Ka-Ptah par Abdulla el-Sayed Mahmoud dans les années 1970 et date lui aussi de l'époque de Ramsès II. Dédié à la déesse Hathor, Maîtresse du Sycomore méridional, il présente une architecture proche des petits temples-reposoirs de barques, connus notamment à Karnak. Par ses proportions, il ne semble pas correspondre au sanctuaire majeur de la déesse mais représente pour le moment le seul édifice qui lui est consacré découvert sur le site. Ce temple et les autres édifices mis au jour dans cette partie du site, tous situés au sud de l'enceinte principale, devaient donc jalonner une voie processionnelle qui reliait un autre téménos consacré à Hathor-Sekhmet. Ce dernier temple n'a pas été identifié et dort probablement encore sous la palmeraie de Memphis.

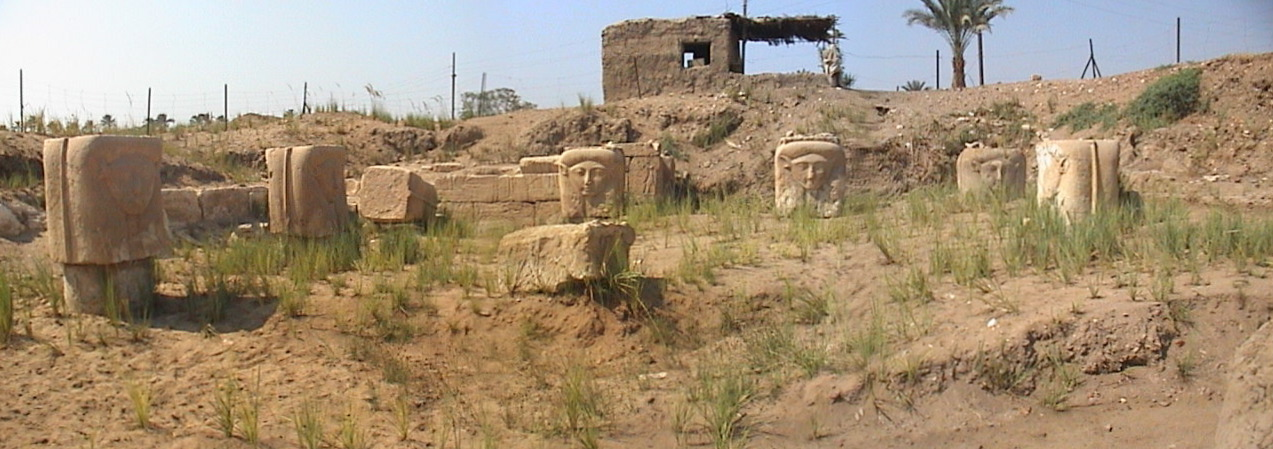
Le temple d'Hathor (Memphis) —.

D'autres temples dédiés aux dieux qui accompagnaient Ptah ont été édifiés. Certains de ces sanctuaires sont attestés par les sources antiques mais n'ont pas encore été retrouvés parmi les ruines de Memphis. D'autres totalement inconnus se sont révélés alors que les sondages et fouilles du site cherchaient les premiers. Ces campagnes de fouilles se poursuivent toujours à Mit-Rahineh et permettront probablement de compléter les connaissances de l'urbanisme religieux de l'antique cité.
Parmi ces temples secondaires de la ville on citera :

### Le grand temple d'Hathor de Memphis
Parèdre du dieu Ptah, Hathor possédait plusieurs lieux de culte dans la cité comme l'atteste la découverte du petit temple qui lui est consacré juste au sud de l'Hout-ka-Ptah. Ce petit sanctuaire pourrait d'ailleurs être un des temples relais pour les processions qui reliaient le téménos du temple de Ptah à celui d'Hathor lors des grandes fêtes religieuses de la ville.
Décrit et cité par les sources ce temple était célèbre dans l'Égypte antique et représentait l'un des sanctuaires majeurs de la déesse dans le pays. Ce temple n'a pas été encore identifié à ce jour[Quand ?]. Une dépression semblable à celle du grand temple de Ptah située au sud du site pourrait indiquer son emplacement. Le site n'a pas encore été fouillé et pourrait abriter les vestiges d'une enceinte ainsi que d'un grand monument qui cadrerait bien avec les sources antiques qui situent le temple de la déesse au sud de l'antique cité.

### Le temple de Sekhmet
Parèdre du dieu Ptah, son temple n'a pas été découvert actuellement mais est attesté par les sources égyptiennes elles-mêmes. La déesse pouvant se confondre avec Hathor, son temple pourrait être commun à cette dernière.
Il pourrait également se trouver dans l'enceinte même de l'Hout-ka-Ptah, comme semble l'attester la découverte à la fin du XIXe siècle dans les ruines du grand temple d'un bloc de l'époque de Ramsès II évoquant « La grande porte d'Ouser-maât-Rê Mery-Sekhmet » ainsi que d'une colonne portant une inscription également au nom du grand roi qualifié également « d'aimé de Sekhmet comme Rê ».
De fait il est établi grâce au grand Papyrus Harris I, qui comporte les annales du règne de Ramsès III, qu'une statue de la déesse a été déposée à côté de celle du dieu Ptah et de leur fils le dieu Néfertoum dans le grand naos monolithe que le roi a fait tailler dans le granite au cours des travaux qu'il commanda pour les dieux de Memphis au cœur même du grand temple.

### Le temple d'Apis

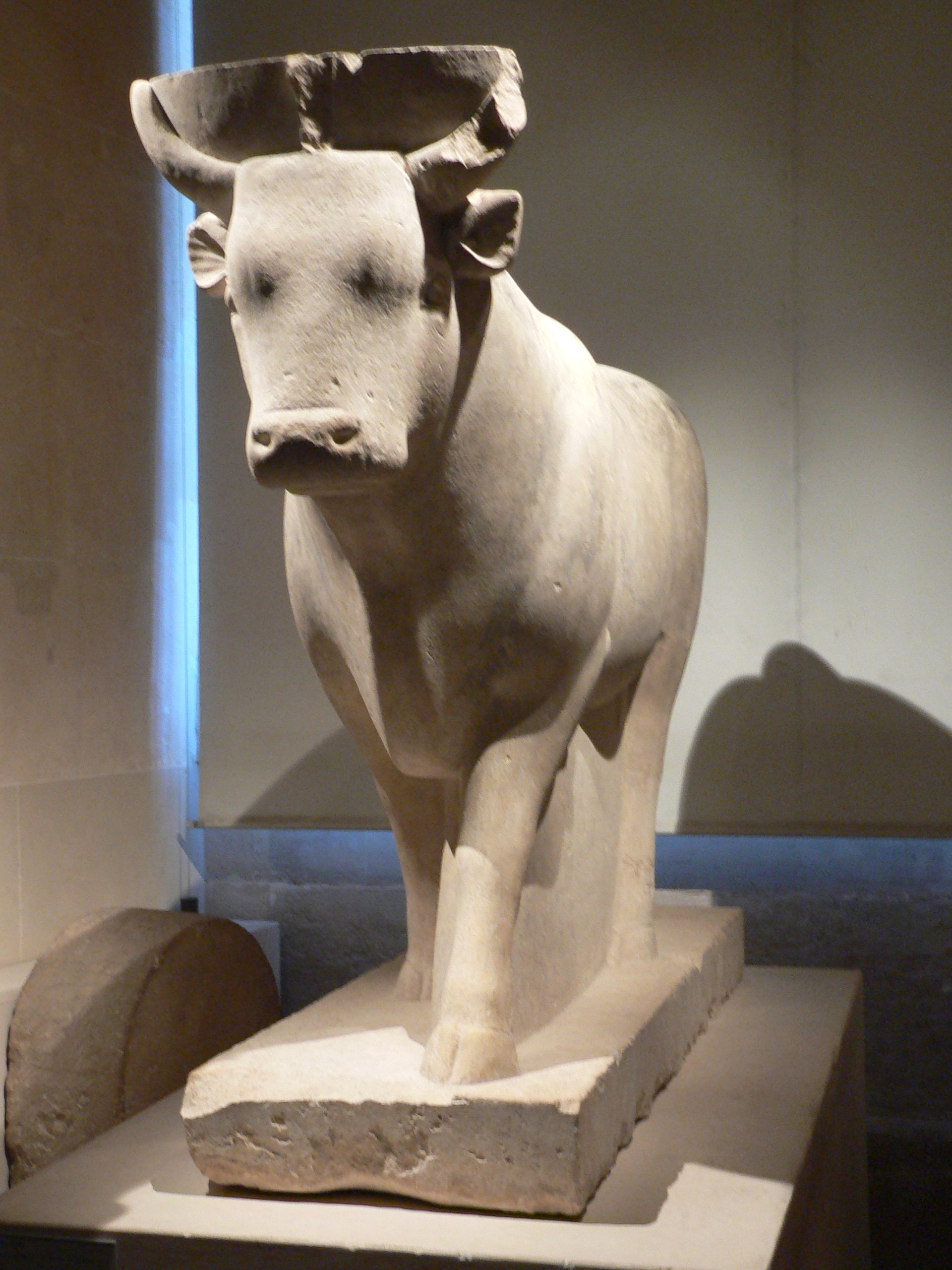
Le taureau Apis (musée du Louvre).

Si les tables d'embaumement du taureau sacré Apis ont été retrouvées au sud-ouest à l'intérieur de l'enceinte dans un édifice qui, dans son dernier état, remonte au règne de Nectanébo II, le temple de l'Apis vivant n'a toujours pas été identifié.
Le monument dédié aux rites de momification du dieu taureau est, quant à lui, édifié non loin du grand temple de Ptah. Il a été fouillé à la fin du XXe siècle, établissant que l'édifice existait déjà à la XXIe dynastie et qu'il fut plusieurs fois remanié par la suite notamment sous la XXVIe dynastie.

### Le temple de Neith
Au nord de l'Hout-ka-Ptah se trouvait un quartier de la ville comprenant selon la tradition un temple de Neith, culte memphite dont l'existence est connue depuis l'Ancien Empire.
Si ce sanctuaire n'a pas été retrouvé dans la vaste plaine située au nord de la ville, son téménos s'agrandit avec les siècles au point d'être enclos dans une puissante enceinte de près de six cents mètres de longueur sur plus de quatre cents et ainsi d'occuper une bonne partie de la cité. Cette deuxième enceinte de Memphis reçut même un palais sous le règne d'Apriès de la XXVIe dynastie. Cette dynastie est en effet issue de Saïs, cité de Neith, dont le culte ancestral prit un nouveau développement et fut encore plus attaché à la théologie memphite.
Les pharaons de cette époque eurent à lutter contre les menaces venant d'Orient que les Assyriens avaient si violemment représentées. Ils s'attachèrent alors à édifier dans chacune des grandes cités de Basse-Égypte des enceintes puissantes qui contenaient et abritaient les bâtiments de l'administration royale. Memphis en tant que pivot central dans la géopolitique de la Basse-Égypte fut donc particulièrement privilégiée comme d'autres grandes cités (Héliopolis par exemple). L'enceinte dans laquelle cet ensemble palatial était inscrit fait actuellement l'objet de fouilles par une mission russo-belge qui cherche à révéler les monuments qu'elle contenait. En effet son étendue est aussi vaste que l'enceinte de Ptah et seule pour l'instant les vestiges du palais peuvent indiquer une destination précise à la seconde grande enceinte de Memphis.

### Le temple d'Amon de Memphis

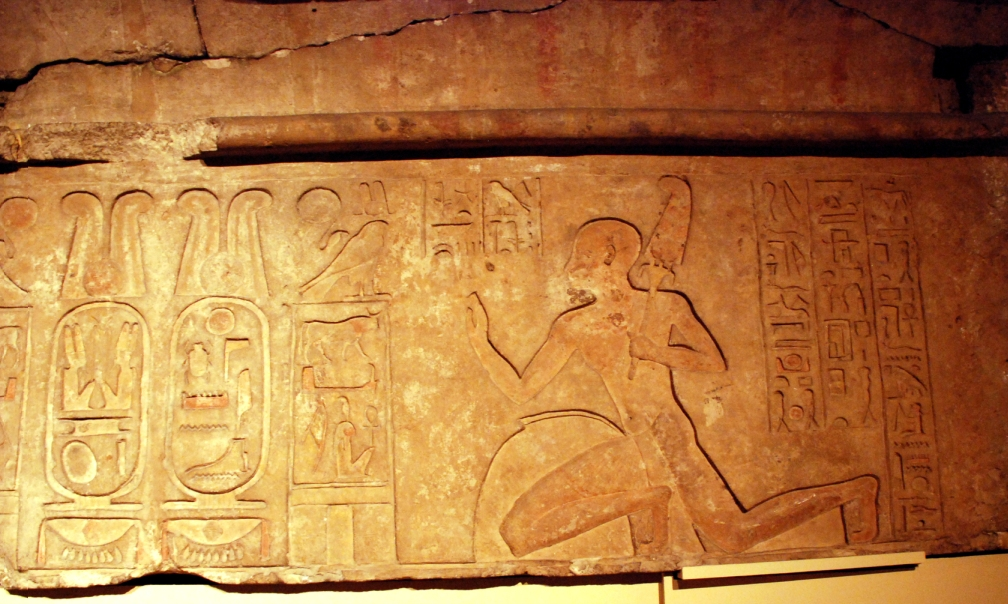
Linteau du temple d'Amon de Siamon.

Dès le Nouvel Empire, un temple d'Amon de Memphis est fondé, reliant un peu plus l'antique capitale du pays à la nouvelle capitale des pharaons des puissantes dynasties de Thèbes. De nombreuses inscriptions provenant de stèles de particuliers ou bien de monuments royaux mentionnent un « domaine d'Amon qui réside à Memphis » ou encore « qui préside à l'Hout-ka-Ptah ». À la XXIe dynastie, un sanctuaire « d'Amon du lapis-lazuli-véritable » est bâti par Siamon et a été retrouvé au sud de l'Hout-ka-Ptah non loin de l'actuel musée en plein air du site.
Ce temple ou ces temples, si l'on accepte le fait que ces mentions désignent plusieurs sanctuaires, étaient probablement dédiés à la triade thébaine et, à l'instar du culte des dieux memphites à Thèbes, ils dépendaient du grand temple de Ptah, dont la triade accueillait son homologue de la capitale de Haute-Égypte.

### Le temple d'Aton de Memphis
Un temple d'Aton est attesté à Memphis par les sources égyptiennes elles-mêmes. Les tombes des dignitaires de la fin de la XVIIIe dynastie qui résidaient et officiaient à Memphis ont été retrouvées à Saqqarah. Parmi elles, celle de Meryneith qui commença sa carrière sous le règne d'Akhenaton en tant que « majordome du temple d'Aton à Akhetaton et du temple d'Aton à Memphis » puis devient sous le règne de Toutânkhamon « grand des voyants de l'Aton », prouve qu'un sanctuaire du dieu Aton a bien existé à Memphis même et qu'il dépendait directement du culte principal du dieu dans la nouvelle capitale située à Amarna.
Dès le début des fouilles de Memphis à la fin du XIXe siècle et au début du XXe siècle des talatates sont mis au jour dans différentes parties du site indiquant la présence d'un édifice consacré au culte du disque. Son emplacement est perdu et diverses hypothèses ont été émises à ce sujet en fonction du lieu de découverte de ces vestiges caractéristiques de l'époque amarnienne.

### Le temple d'Astarté
Décrit par Hérodote, ce temple se situait dans le quartier réservé aux Phéniciens au temps où l'auteur grec visita la cité. Il n'a pas été mis au jour actuellement.

### Le sanctuaire de Mithra
Daté de l'époque romaine, un mithréum a été mis au jour dans l'enceinte nord de Memphis.

### Les nécropoles de Memphis

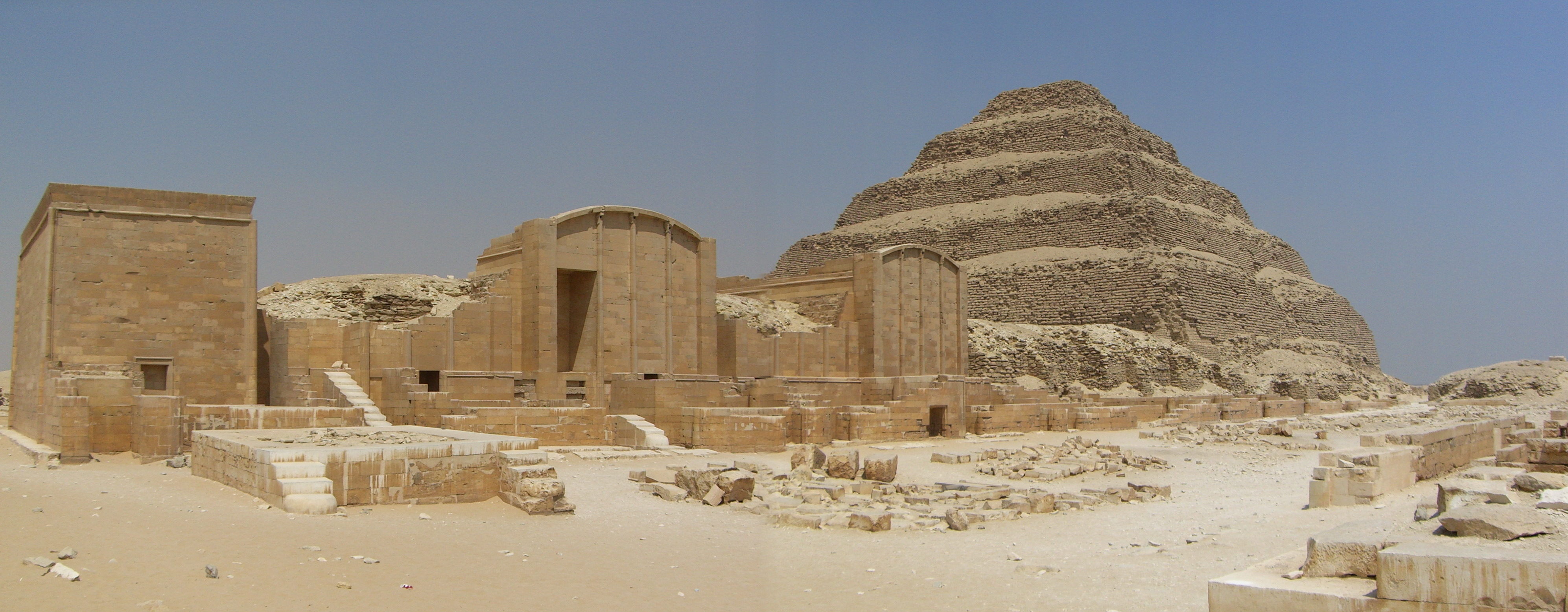
Complexe funéraire de Djéser à Saqqarah.

En raison de son antiquité et de sa nombreuse population, la cité comportait plusieurs nécropoles qui s'étalaient dans le désert le long de la vallée et dont celle de Saqqarah est la plus proche, la plus vaste et la plus célèbre. Cependant, la cité elle-même comportait des cimetières qui ont été aménagés à l'occident du grand temple. En effet, ce dernier était réputé abriter une des reliques du dieu Osiris dans un tombeau spécialement aménagé en l'honneur du dieu des morts. La sainteté des lieux attira inévitablement les dévots et les fidèles qui cherchèrent soit à déposer une offrande au plus proche du caveau divin, soit à se faire inhumer à proximité.
Cette partie de la ville nommée Ânkh-Taouy comportait déjà au Moyen Empire une nécropole. Des agrandissements du secteur occidental de l'enceinte de Ptah ont été commandés par les pharaons de la XXIIe dynastie, cherchant à renouer avec la gloire passée des ramessides et c'est dans cette partie du site que fut retrouvée une nécropole des grands prêtres de Ptah contemporains.
Selon les sources, le site comportait également une chapelle ou un oratoire à la déesse Bastet, ce qui semble concorder avec la présence de monuments des souverains de la dynastie libyenne issue de Bubastis. C'est également dans cette zone actuellement sous la ville moderne que se situeraient les autres temples consacrés par différents pharaons du Nouvel Empire et dont la fonction est rapprochée par les égyptologues de celle que jouaient les « temples de millions d'années » de ces pharaons à Thèbes.

### Les palais royaux

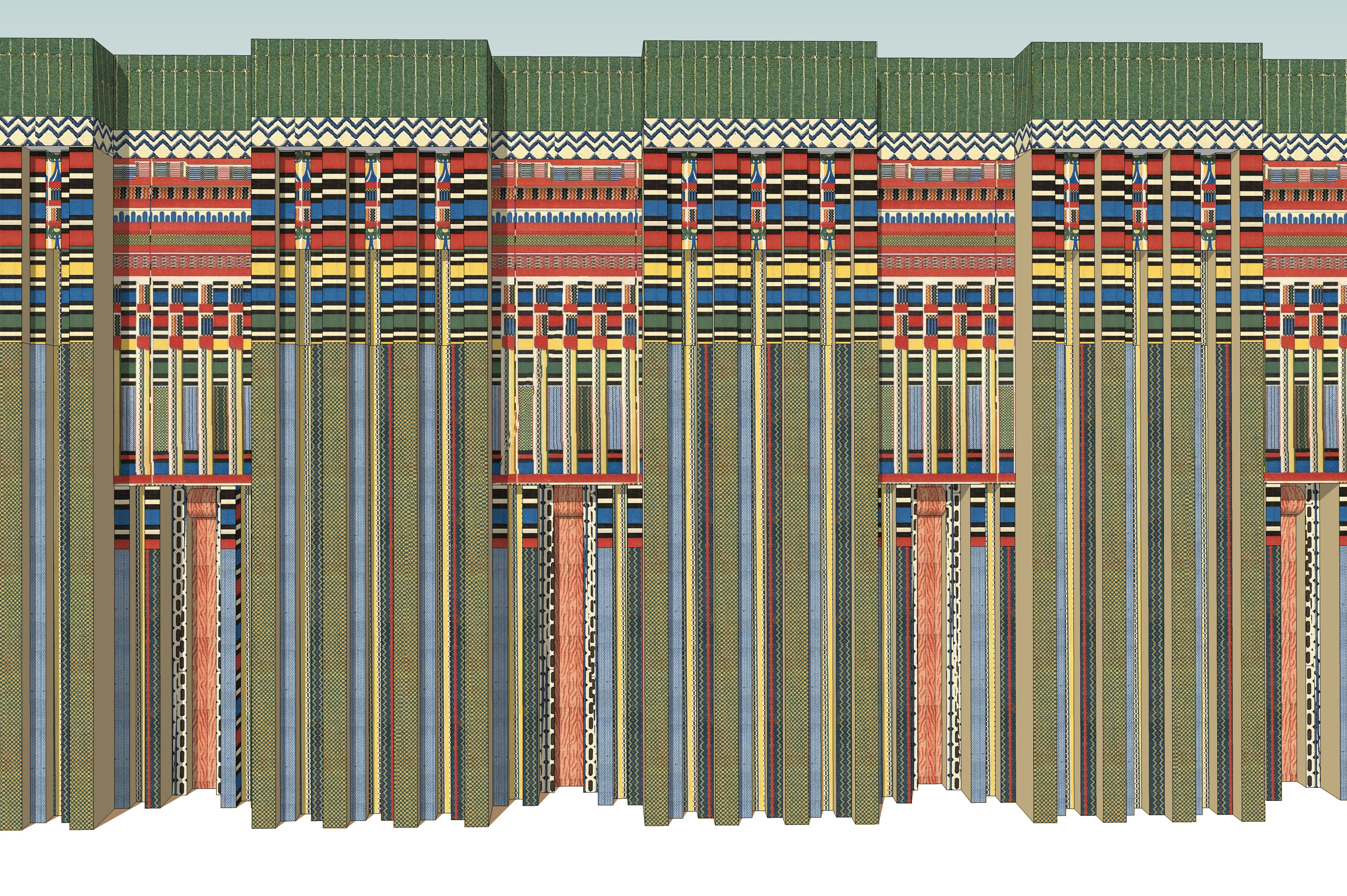
Restitution du décor de la façade d'un palais royal de l'époque archaïque à l'Ancien Empire.

La cité, antique capitale du pays, a été occupée pendant quatre mille ans et de ce fait regorgeait de monuments divins et de palais royaux. Selon Manéthon, le premier palais royal est fondé par Hor-Aha, successeur de Narmer le fondateur de la Ire dynastie. Il bâtit à Memphis la forteresse du Mur Blanc, édifice qui abritait certainement le palais des premiers temps. Les façades des grands mastabas royaux édifiés à Saqqarah ou à Meïdoum reprennent le modèle des façades des palais royaux, évoquant cette architecture de briques et de bois aux motifs géométriques et colorés qui habillaient les monuments des premiers temps. Le complexe funéraire de Djéser, construit tout en pierre, nous en a conservé l'aspect principal et probablement le plan pour certaines parties du monument.
Les sources égyptiennes elles-mêmes évoquent les palais des souverains de l'Ancien Empire dont certains ont pu être bâtis en contrebas des grands chantiers de construction des pyramides royales. Ils devaient être vastes et étaient agrémentés de parcs et de lacs. On connaît celui de Snéfrou grâce au conte de la boucle de la rameuse. Dans cette histoire rapportée par Baoufrê à son père Khéops, Snéfrou se divertit en faisant équiper une grande barque royale de vingt rameuses et navigue sur le lac de son palais. Il est probable que ce palais soit à chercher au sud de la ville, au pied du plateau de Dahchour où le roi fit élever deux impressionnantes pyramides.
Grâce aux fouilles de Miroslav Verner en Abousir nous connaissons à présent le nom du palais de Sahourê, baptisé Outjes-néferou-Sahourê, ce qui traduit de l'égyptien antique signifie Loués soient les beautés de Sahourê. Ce nom a été trouvé sur des sceaux de jarres de stockage découvertes dans le temple funéraire de Néferefrê, probable petit-fils du roi, ainsi que sur des blocs de la décoration de la chaussée du complexe funéraire de Sahourê. Ce palais pourrait peut-être se trouver au bord du lac d'Abousir, enfoui sous le limon accumulé par les siècles.
D'autres sources indiquent l'existence d'un palais fondé par Thoutmôsis Ier, palais qui était encore en fonction sous le règne de Thoutmôsis IV. Toutânkhamon s'installa avec la cour à Memphis après avoir quitté la capitale d'Akhetaton. Si ces établissements palatiaux n'ont pas été encore identifiés deux autres postérieurs ont été retrouvés et fouillés :

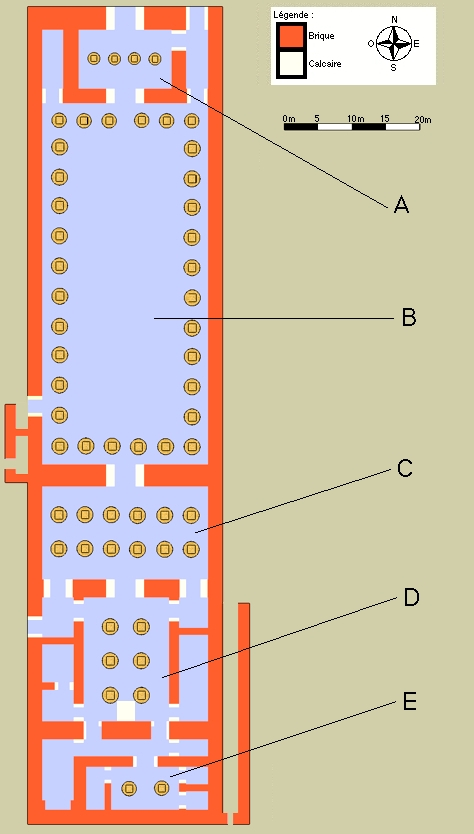
Plan du palais cérémoniel de Mérenptah.

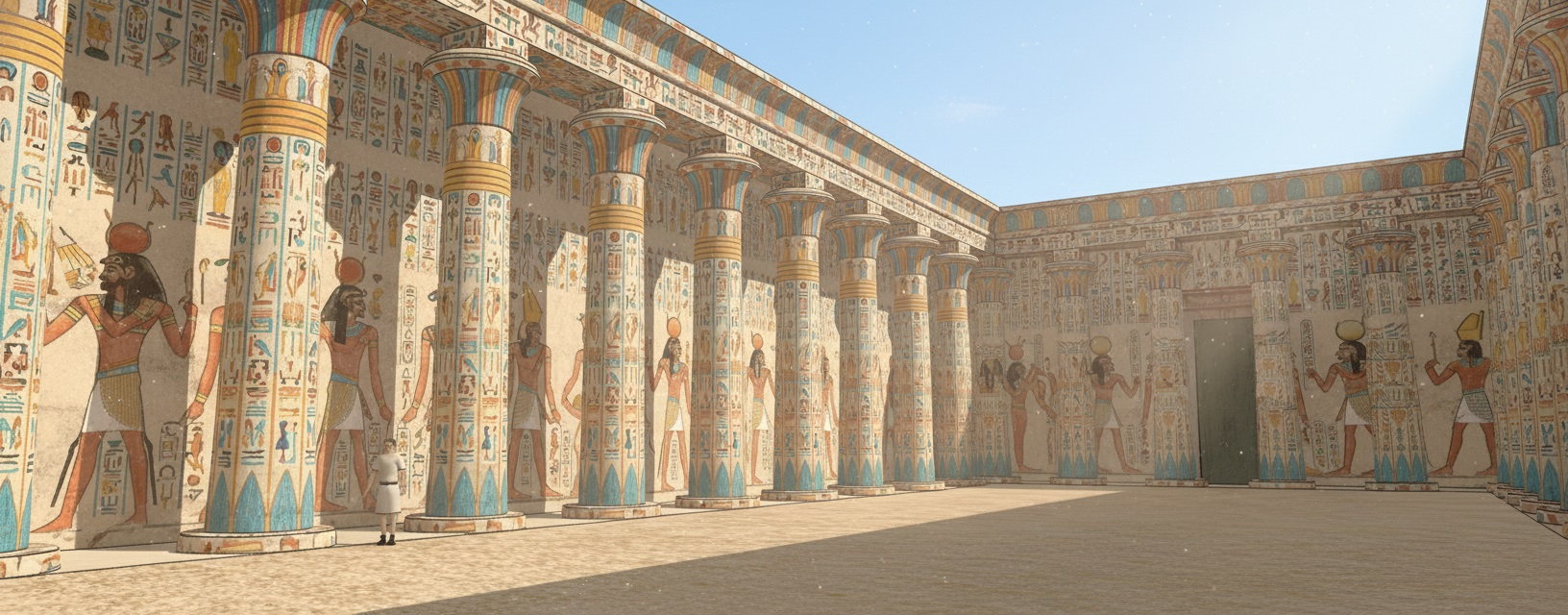
Schéma de la cour du palais de Mérenptah à Memphis.

Le palais de Mérenptah
Mérenptah selon les textes officiels de son règne aurait marqué un nouveau développement magistral de la cité en bâtissant une grande enceinte abritant de nouveaux temples ainsi qu'un palais.
Ce palais découvert et fouillé dans le premier quart du XXe siècle bâti en briques crues comporte les principaux éléments des palais du Nouvel Empire, avec une entrée principale donnant dans un premier vestibule (A), d'une grande cour bordée de portiques (B) dans laquelle les courtisans et délégations étaient accueillies, d'une salle hypostyle faisant office d'antichambre (C) précédant la salle du trône aux majestueuses colonnes (D), qui jouxte les appartements privés du roi (E).
Ce plan en enfilade, très proche de celui des temples divins, indique probablement un rôle cérémoniel. D'autres fondations royales de cette période possédaient également des palais mais sur un plan plus réduit ou plus synthétique. Si la destination de ces derniers est davantage rituelle car reliée au rôle funéraire du temple qu'ils accompagnaient, celui de Mérenptah à Memphis semble avoir été fonctionnel et était lié quant à lui au temple de Ptah que le roi y avait fondé et qui a servi de cadre aux cérémonies qui ont rythmé le règne du successeur de Ramsès II.
C'est une preuve supplémentaire qu'à cette époque le roi et sa cour résidaient de nouveau régulièrement à Memphis, nécessitant donc de nouveaux aménagements. Les quartiers à l'est de l'enceinte de l'Hout-ka-Ptah représentaient l'endroit idéal pour ce nouveau programme architectural.
En effet, il est attesté que le cours du Nil s'est déplacé au cours des siècles vers l'est, laissant de nouveaux terrains à occuper dans la partie orientale de la vieille capitale.
C'est d'ailleurs dans cette partie de la ville qu'il faudrait rechercher le culte réputé de la déesse Astarté et autour duquel s'agrégèrent peu à peu les populations du Levant qui s'établirent à Memphis tant son commerce était florissant à la croisée des routes caravanières et des principaux axes de circulation entre le Moyen-Orient et l'Afrique.
Ce quartier de la ville était dominé par le grand portail oriental de l'enceinte de l'Hout-ka-Ptah, précédé de colosses parmi lesquels on compte celui de Ramsès II, qui a été longtemps sur la place Midan Ramsès face à la gare du Caire et qui a été transférée récemment au « Grand Musée égyptien » à Gizeh.

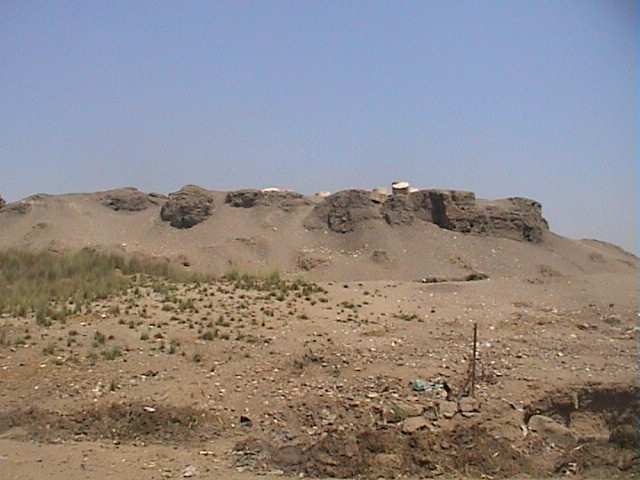
Palais d'Apriès — Memphis.

Le palais d'Apriès
Il était édifié sur un promontoire et dominait ainsi le site. Il faisait partie de cette série de structures édifiées à la Basse époque dans les enceintes sacrées et contenant, outre un palais royal, une citadelle, des casernes et armureries. Flinders Petrie fouilla la zone et y retrouva de nombreux vestiges d'une activité militaire, tandis qu'il dégageait l'entrée principale du palais dont les montants de porte portaient des reliefs jubilaires à la gloire du pharaon régnant.
De fait, les saïtes réorganisent le pays reprenant peu à peu le contrôle de toutes les institutions religieuses et politiques, et c'est de Memphis qu'ils gouvernent, même si la nécropole royale de la dynastie est installée dans l'enceinte du temple de Neith à Saïs dans le delta.
Memphis est donc le centre nerveux du royaume saïte qui ouvre les frontières du pays aux Grecs, qui fournissent des mercenaires et reçoivent l'autorisation de s'installer à demeure à Naucratis ou bien dans la capitale même. Des traces de leur présence ont été effectivement retrouvées sur le site ainsi qu'à Saqqarah, où des stèles funéraires portant parmi les plus anciennes inscriptions lapidaire en langue carienne ont été mises au jour, et dont certaines sont visibles dans les collections du Petrie Museum de Londres.
Aujourd'hui, un grand monticule de brique crue est visible sur le site. Il contient une salle à colonne ou un péristyle encore enfouis, dont seuls les chapiteaux dépassent des décombres, comme posés, abandonnés au regard du visiteur.
Ces palais et ces temples étaient entourés par les différents quartiers de la ville dans lesquels se trouvaient les nombreux ateliers d'artisans, les arsenaux, les docks du port de Memphis, les quartiers habités par les étrangers d'abord hittites puis phéniciens, perses et enfin grecs. La cité était en effet située au carrefour des routes commerciales et de ce fait attirait les marchandises importées des différentes régions de l'empire et tous les biens manufacturés que les Égyptiens échangeaient contre les matières premières dont ils manquaient, comme le bois par exemple.
Ainsi, au fur et à mesure que les siècles s'écoulèrent, la ville est devenue la première cité du pays en population, et, à l'époque où Hérodote la visita, elle présentait l'aspect d'une métropole populeuse et industrieuse, cosmopolite et dotée d'autant de lieux de cultes que nécessaire.
Ce n'est qu'à partir des Ptolémées et la création de la nouvelle capitale du royaume, Alexandrie, que Memphis sera peu à peu supplantée d'abord sur le plan politique et commercial puis religieux. Le palais des rois est alors transféré dans la grande ville portuaire fondée par Alexandre le Grand et les vieux palais de Memphis abandonnés tant et si bien qu'il apparaissent en ruines lors de la visite du pays par Strabon au début de la conquête romaine.

## Explorations, fouilles archéologiques et principales découvertes

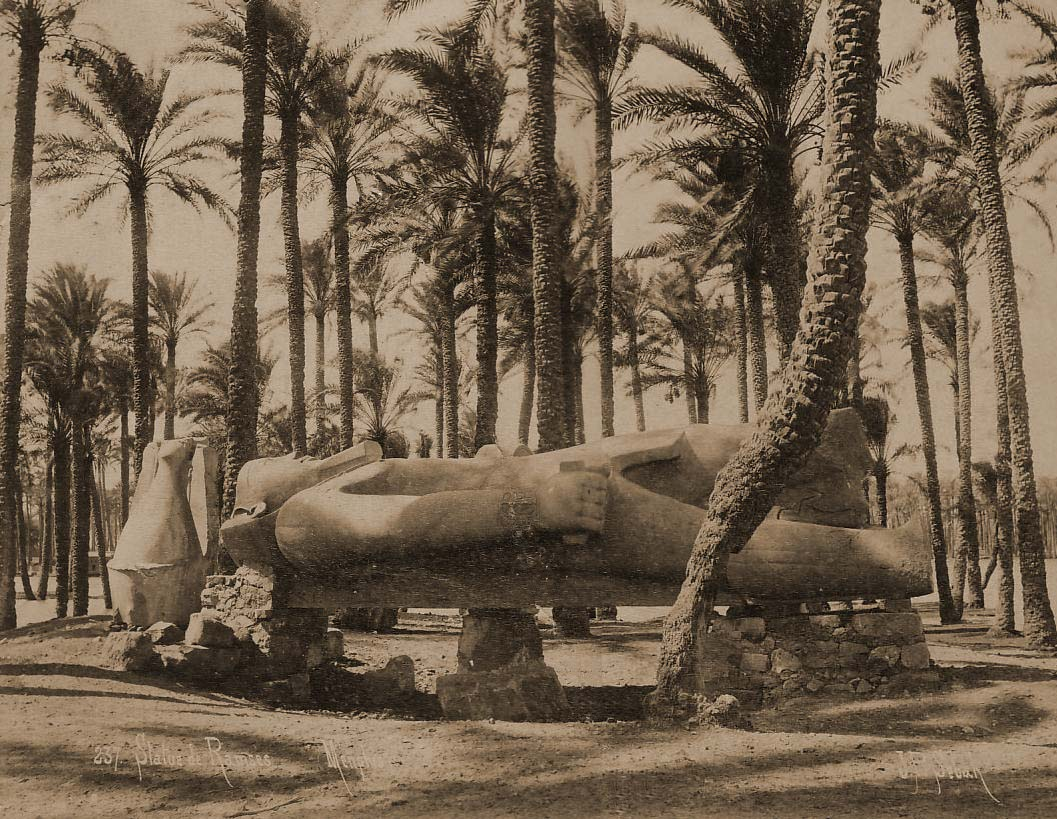
Colosse en granite de Ramsès II découvert à Memphis par Joseph Hekekyan, photographie de Pascal Sebah, vers 1880.

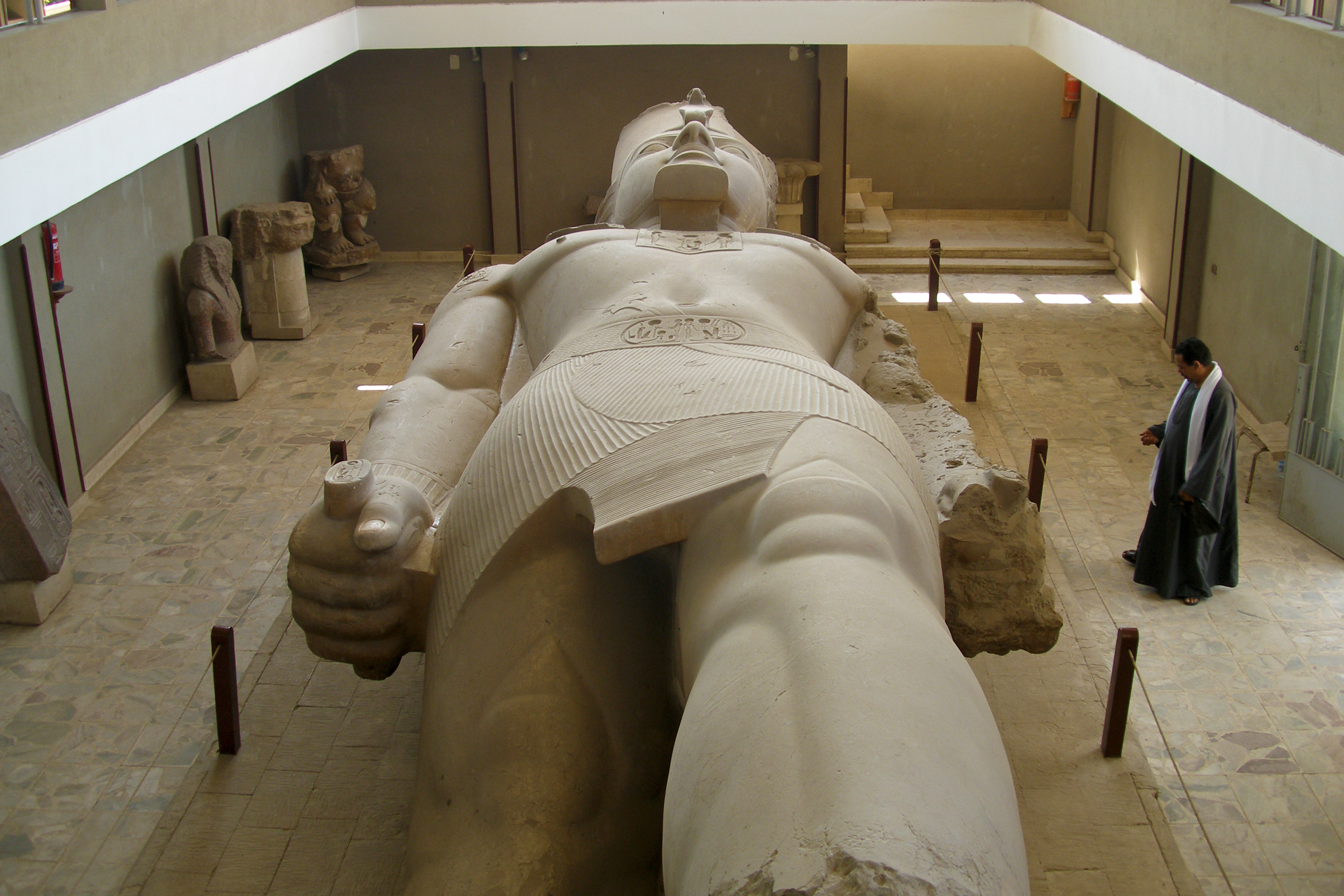
La même statue de Ramsès II au musée en plein air de Memphis.

Le site de Memphis est célèbre depuis l'Antiquité et est souvent mentionné dans les sources antiques en dehors des textes égyptiens eux-mêmes.
Les archives diplomatiques retrouvées sur différents sites ont conservé ainsi les correspondances des différents royaumes en relation avec le pays. On citera pour exemple les lettres d'Amarna, qui contiennent les échanges entre les souverains de Babylone ou des cités-royaumes du Liban avec la cour d'Amenhotep III et d'Akhenaton, les archives de Boğazkale, capitale de l'Empire hittite qui ont conservé les échanges diplomatiques entre les deux puissances à l'époque de Ramsès II, les stèles victorieuses des souverains de Napata qui donnent une description contextuelle de la cité, les proclamations victorieuses des rois d'Assyrie qui citent également l'antique capitale dans la liste de leurs conquêtes.

### De l'Antiquité au Moyen Âge
Mais c'est à partir de la seconde moitié du premier millénaire avant notre ère que les mentions antiques se font de plus en plus fréquentes et détaillées notamment avec le développement du commerce grec et de la description des voyageurs qui suivirent les commerçants dans la découverte de l'Égypte d'alors, et notamment de l'antique cité de Memphis. Parmi ces principaux auteurs classiques on citera :
- Hérodote qui visite et décrit les monuments de la ville lors de la première domination perse au Ve siècle avant notre ère[57] ;
- Diodore de Sicile, historien grec, qui visite le site au Ier siècle avant notre ère et donne également des informations sur la ville, recoupant celles d'Hérodote ou apportant des précisions nouvelles[58] ;
- Strabon, géographe grec, qui lors de la conquête romaine la fin du Ier siècle avant notre ère visite le site et en donne une description[59].

Par la suite la cité est souvent mentionnée par les autres auteurs latins ou grecs de l'Empire romain dont on a conservé les écrits, mais rarement ces mentions en donnent une description globale, se contentant d'apporter des précisions sur ses cultes, notamment celui de l'Apis, comme le feront par exemple Suétone et Ammien Marcellin. La période chrétienne qui s'ensuivit a plongé l'antique cité dans un oubli général avec l'abandon de ses cultes et la perte définitive de son rôle économique dans le pays, rôle par ailleurs largement entamé lors de la création d'Alexandrie quelques siècles plus tôt.
Il faudra attendre la prise du pays par les Arabes pour qu'une description de la cité réapparaisse mais cette fois en ruine. Parmi ces principales sources on citera :
- Abdul al-Latif al-Baghdadi, célèbre géographe de Bagdad, qui au XIIIe siècle donne description des ruines du site lors de son voyage en Égypte ;
- Ahmad al-Maqrîzî, historien égyptien au XIVe siècle, qui visite le site et le décrit également.

### De la Renaissance au Siècle des Lumières
Avec la fin du Moyen Âge en Europe et à la suite des Croisades, la redécouverte du Moyen-Orient par des voyageurs occidentaux est relatée dans de nombreux ouvrages et l'Égypte est alors un passage presque obligé dans le voyage en Terre sainte que de nombreux pèlerins entreprennent.
Certains voyageurs en font une relation dans des ouvrages qu'ils publient et diffusent largement grâce à la mise au point récente de l'imprimerie. Memphis est alors perdue et les mentions de la cité dans les textes bibliques ne permettent pas d'en retrouver la trace. Se basant sur les écrits des auteurs classiques de l'Antiquité, certains voyageurs reprenant cette quête chercheront pourtant à identifier ses ruines.
C'est Jean de Thévenot qui le premier en 1652 lors de son voyage en Égypte identifie alors l'emplacement du site et de ses ruines comme le firent autrefois les auteurs arabes. Sa description est sommaire mais représente le premier pas vers les explorations qui verront le jour à la suite du siècle des Lumières et de l'invention de l'archéologie.
Le point de départ de cette grande aventure archéologique en Égypte reste l'Expédition d'Égypte de Bonaparte en 1798. Des recherches et relevés du site confirment l'identification de Thévenot et les premières vues de ses vestiges sont réalisées par les savants qui accompagnent alors les soldats français. Les résultats de ces premiers travaux scientifiques seront publiés dans la monumentale Description de l'Égypte avec une carte de la région, la première à donner l'emplacement de Memphis avec précision.

### LeXIXesiècleet les premiers explorateurs

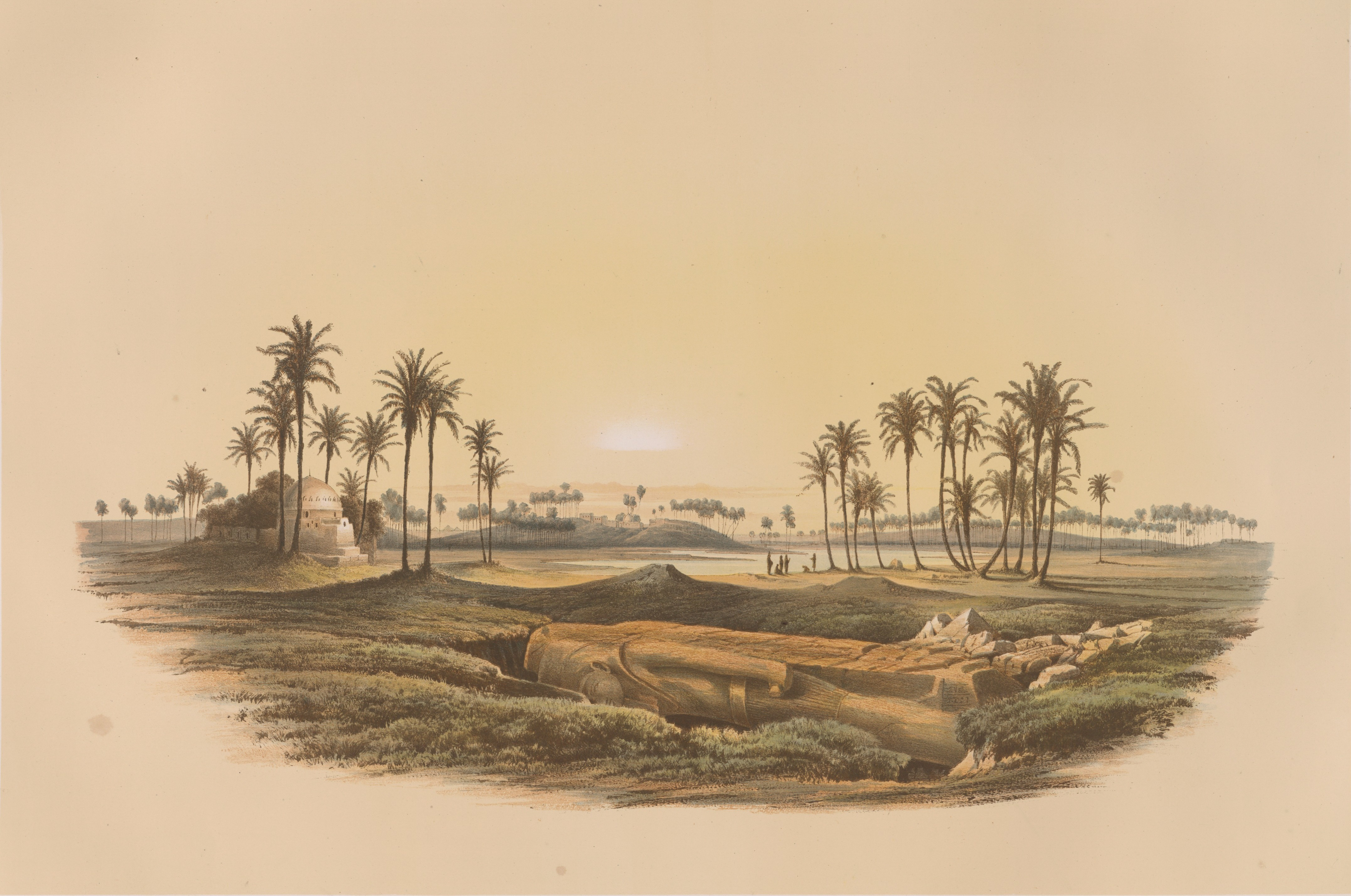
Dessin de Memphis, 1849, extrait de Monuments from Egypt and Ethiopia to the drawings of the kings of Prussia, Friedrich Wilhelm IV to these countries sent by his Majesty and ausgefuhrten in the years 1842-1845.

La porte était ouverte vers des explorations de plus grande envergure qui se succéderont depuis le XIXe siècle à nos jours et qui seront réalisées par les principaux explorateurs, les premiers égyptologues puis les grandes institutions archéologiques qui se créèrent afin d'organiser des expéditions et surtout d'en publier les résultats. En voici une liste non exhaustive :
- les premières fouilles du site sont réalisées par Giovanni Battista Caviglia et Sloane en 1820. Ils découvrent le grand colosse couché de Ramsès II, actuellement exposé dans le musée en plein air du site, et qui est toujours la pièce maîtresse de la visite du site de nos jours ;
- Jean-François Champollion lors de son voyage en Égypte de 1828 à 1830 passe par Memphis, décrit le colosse découvert par Caviglia et Sloane, réalise quelques fouilles sur le site et déchiffre les cartouches et vestiges épigraphiques accessibles. Il promet d'y revenir avec davantage de moyens et plus de temps pour en étudier les vestiges de manière plus approfondie[63]. Sa mort brutale en 1832 ne lui permet pas de réaliser cette ambition ;
- à sa suite Karl Richard Lepsius lors de l'expédition prussienne de 1842 fait un relevé rapide des vestiges du site et en donne une première carte détaillée qui servira de base à toutes les explorations et fouilles à venir (voir la carte ci-dessus)[64].

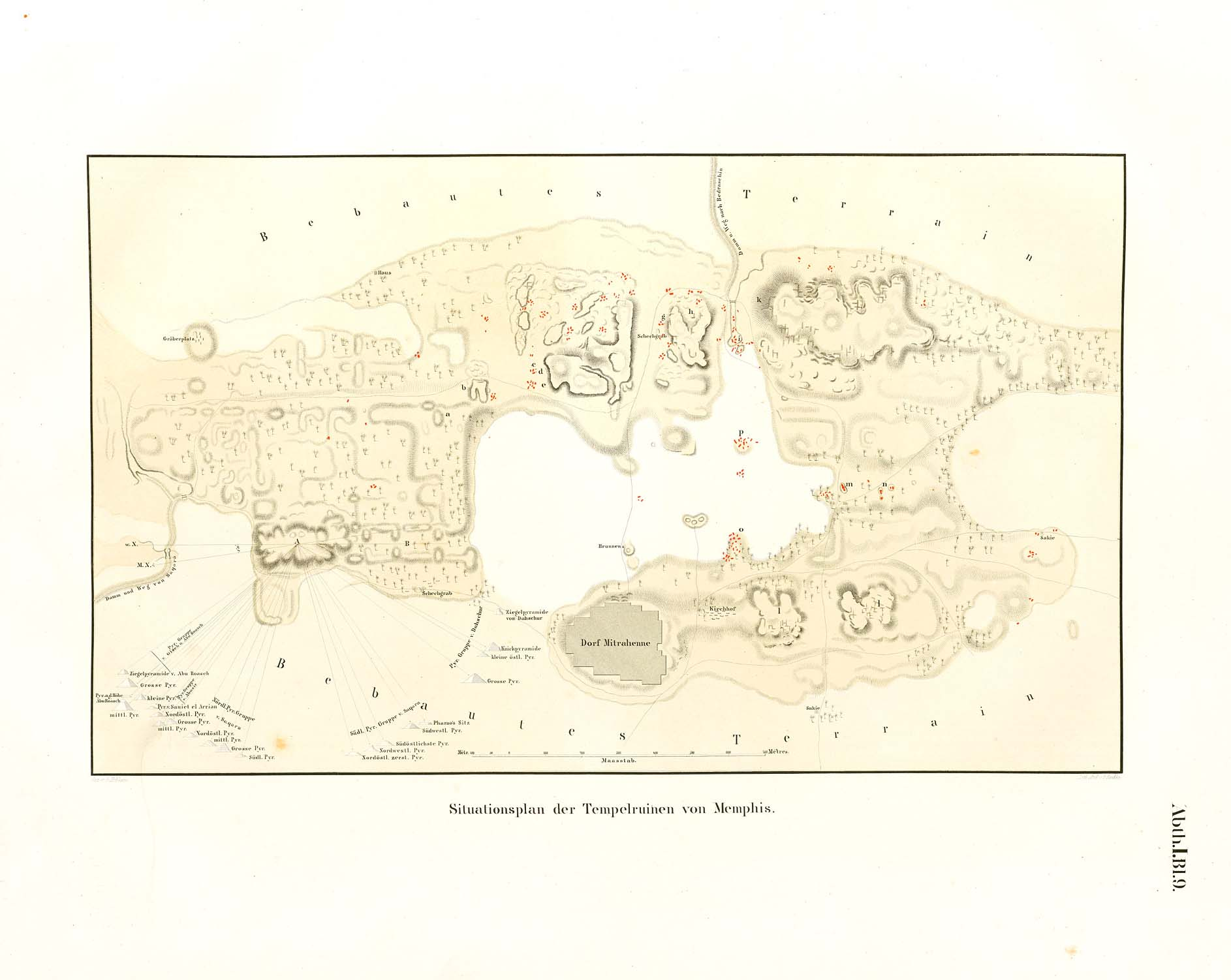
Relevé des ruines de Memphis établi par Karl Richard Lepsius au milieu du XIXe siècle.

L'Égypte d'alors, libérée du joug ottoman, en pleine évolution économique et à nouveau ouverte sur le monde, se construit et reprend peu à peu le contrôle de son avenir, même si elle reste encore dans l'orbe des grandes puissances coloniales de l'époque, notamment celle de la Grande-Bretagne. Ce protectorat a de profondes répercussions sur la croissance du pays et la mise en culture systématique de ses terres apporte de facto un lot de découvertes fortuites de vestiges archéologiques que les grands collectionneurs européens qui sillonnent le pays pour le compte des grands musées de Londres, Turin, Paris ou Berlin s'arrachent selon leur valeur et les intérêts esthétiques de l'époque. C'est lors d'une de ces mises en culture de terrain jusque-là en friche, que des paysans découvrent fortuitement en 1847 au Kom el-Dafbaby, près du village de Mit-Rahineh, des éléments d'un sanctuaire romain de Mithra.
De 1852 à 1854, Joseph Hekekyan, qui travaille alors pour le compte du gouvernement égyptien, effectue des sondages géologiques sur le site, et à cette occasion réalise de nombreuses découvertes, comme celles de talatates au Kom el-Khanzir (nord-est de l'enceinte du grand temple de Ptah). Ces pierres décorées de reliefs caractéristiques de l'époque amarnienne du Nouvel Empire proviennent de l'antique temple d'Aton de Memphis et ont certainement été réutilisées dans les fondations ou pour le pavement d'un autre monument aujourd'hui ruiné. Il découvre également le grand colosse de Ramsès II en granite rose.
Devant cette cascade de découvertes archéologiques et face au risque permanent de voir toutes ces richesses quitter définitivement le sol égyptien, un homme prend conscience de la nécessité de créer en Égypte même une institution chargée d'explorer et de conserver les trésors archéologiques du pays. Auguste Mariette, qui en 1850 vient de mettre au jour le Sérapéum de Saqqarah, crée le Service des antiquités égyptiennes et de 1850 à 1860 organise des fouilles à Memphis, mettant au jour les premiers vestiges du grand temple de Ptah, y découvrant notamment des statues royales de l'Ancien Empire. Il fait dégager le grand colosse en granite de Ramsès II et fait mettre à l'abri les principales découvertes réalisées.

### L'archéologie duXXesiècle

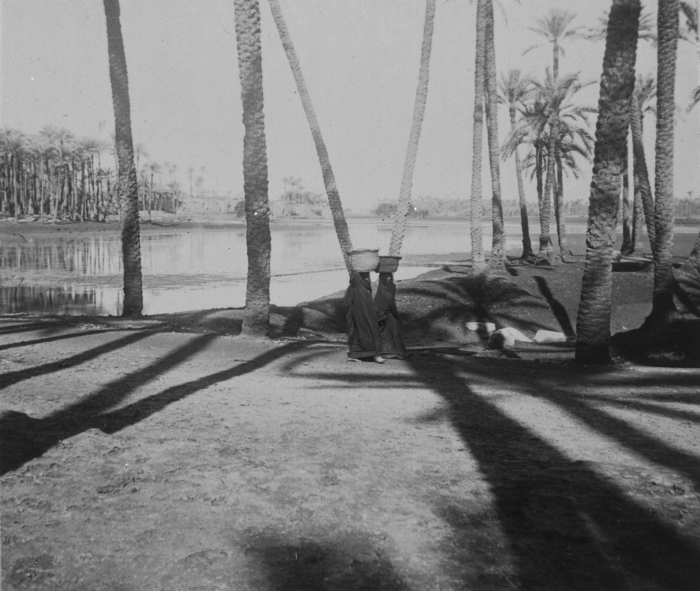
Memphis vers 1905-1910. Tropenmuseum.

Ce sont les fouilles d'envergure de l'égyptologue anglais Sir William Matthew Flinders Petrie de 1907 à 1912 qui signent les principales découvertes du site avec l'identification de la salle hypostyle du temple de Ptah et du pylône de Ramsès II, la découverte du grand sphinx en albâtre, deuxième pièce maîtresse du musée en plein air du site de Mit-Rahineh aujourd'hui, et la découverte de la grande enceinte nord et du palais d'Apriès. Il découvre également les vestiges du temple d'Amon de Siamon et du temple de Ptah de Mérenptah. La Première Guerre mondiale interrompt ses travaux qui seront alors repris par d'autres expéditions pendant cette période et par la suite une succession de missions se sont appliquées à développer son œuvre et à en publier les résultats, mettant au jour d'autres vestiges de la cité et dégageant peu à peu quelques-uns des monuments oubliés de l'antique capitale.
En voici une liste non exhaustive qui donne ces principales découvertes :
- de 1914 à 1921, la mission de l'université de Pennsylvanie fouille le temple de Ptah de Mérenptah et découvre au Kom el-Qala le palais de Mérenptah ;
- en 1942, le Service des antiquités égyptiennes par l'égyptologue égyptien Ahmed Badawy découvre le petit temple de Ptah de Ramsès aimé d'Amon, dieu souverain d'Héliopolis ainsi que la chapelle de la tombe du prince Sheshonq et de son fils Takélot de la XXIIe dynastie[67] ;
- en 1950, l'égyptologue égyptien Labib Habachi découvre la chapelle de Séthi Ier pour le compte du Service des antiquités égyptiennes ;
- en 1950 également, le gouvernement égyptien décide de transférer au Caire devant la gare principale de la ville, le grand colosse en granite rose de Ramsès II. La place prend à cette occasion le nom de Midân Ramsis. Le colosse a été récemment déménagé au Grand Musée égyptien à Gizeh ;
- en 1954, c'est la découverte fortuite d'une nécropole du Moyen Empire au Kom el-Fakhri lors de travaux de voirie[68] ;
- de 1955 à 1957, Rudolph Anthes, pour le compte de l'Université de Philadelphie, fouilles et dégage le petit temple de Ptah de Ramsès aimé d'Amon, dieu souverain d'Héliopolis, met au jour la ouâbet d'Apis et des tables d'embaumement du taureau sacré[69] ;
- en 1969, découverte fortuite d'un chapiteau du petit temple d'Hathor[70] ;
- de 1970 à 1984, fouilles du Service des antiquités égyptiennes et dégagement du petit temple d'Hathor par Abdulla el-Sayed Mahmud, Huleil Ghaly puis Karim Abu Shanab ;
- en 1980, fouilles complémentaires et études de l'American Research Center in Egypt de la ouâbet d'Apis[71] ;
- en 1982, l'égyptologue anglais Jaromír Málek étudie et enregistre les découvertes du petit temple de Ptah de Ramsès aimé d'Amon, dieu souverain d'Héliopolis[72] ;
- à partir de 1970 et de 1984 à 1990, fouilles de l'Egypt Exploration Society de Londres : fouilles complémentaires de la salle hypostyle et du pylône de Ramsès II et découverte de blocs de granite portant les annales du règne d'Amenemhat II ; fouilles au Kom el-Fakhri des tombes des grands prêtres de Ptah de la Troisième Période intermédiaire, exploration du Kom el-Rabia, identification et fouille de la ville et de la nécropole du Moyen Empire, recherches à l'ouest de Memphis du site de la cité de l'Ancien Empire, près de Saqqarah[73] ;
- fouille du Service des Antiquités égyptiennes au sud du Kom el-Qala et découverte d'un quartier d'habitation d'époque romaine ;
- en 2003, reprise des fouilles du petit temple d'Hathor par le Conseil suprême des Antiquités égyptiennes (ex Service des antiquités égyptiennes) ;
- en 2003, 1re campagne de fouilles de la mission russo-belge dans la grande enceinte nord de Memphis ;
- en 2004, 2e campagne de fouilles de la mission russo-belge dans la grande enceinte nord de Memphis.

## Protection du patrimoine
Memphis et sa région, qui comportent des ensembles funéraires avec leurs tombes rupestres, des mastabas, des temples et des pyramides, sont inscrits sur la liste du patrimoine mondial de l'UNESCO. Cette inscription date de 1979.